# Phase de groupes de la Ligue des champions masculine de l'EHF 2019-2020
Navigation
2018-2019 2020-2021
Cet article détaille les matchs de la phase de groupes de la Ligue des champions masculine de l'EHF 2019-2020 organisée par la Fédération européenne de handball.

## Poules hautes
L'équipe terminant première de sa poule est directement qualifiée pour les quarts de finale, les équipes classées de la 2e à la 6e place sont qualifiées pour les huitièmes de finale et les équipes classées aux 7e et 8e places sont éliminées.

### Groupe A
|   | Équipe                 | Pts | J  | G  | N | P  | Bp  | Bc  | Diff | Dép |  | Résultats (dom.\ext.)  |       |       |       |       |       |       |       |       |
| - | ---------------------- | --- | -- | -- | - | -- | --- | --- | ---- | --- |  | ---------------------- | ----- | ----- | ----- | ----- | ----- | ----- | ----- | ----- |
| 1 | FC Barcelone           | 26  | 14 | 13 | 0 | 1  | 485 | 380 | 105  | /   |  | FC Barcelone           |       | 36-32 | 30-28 | 44-35 | 31-27 | 45-21 | 32-23 | 33-24 |
| 2 | Paris Saint-Germain    | 22  | 14 | 11 | 0 | 3  | 444 | 389 | 55   | /   |  | Paris Saint-Germain    | 32-35 |       | 30-25 | 37-24 | 32-30 | 27-18 | 37-26 | 31-25 |
| 3 | SC Pick Szeged         | 20  | 14 | 9  | 2 | 3  | 409 | 370 | 39   | /   |  | SC Pick Szeged         | 31-28 | 32-29 |       | 26-26 | 24-24 | 31-24 | 33-23 | 32-25 |
| 4 | Aalborg Håndbold       | 15  | 14 | 7  | 1 | 6  | 416 | 420 | -4   | +6  |  | Aalborg Håndbold       | 30-34 | 29-32 | 28-35 |       | 31-28 | 28-24 | 30-20 | 30-28 |
| 5 | SG Flensburg-Handewitt | 15  | 14 | 7  | 1 | 6  | 388 | 379 | 9    | -6  |  | SG Flensburg-Handewitt | 27-34 | 29-30 | 34-26 | 29-32 |       | 29-26 | 20-17 | 26-19 |
| 6 | RK Celje               | 6   | 14 | 3  | 0 | 11 | 355 | 429 | -74  | /   |  | RK Celje               | 25-37 | 29-33 | 23-34 | 28-29 | 24-25 |       | 24-22 | 32-25 |
| 7 | RK Zagreb              | 5   | 14 | 2  | 1 | 11 | 343 | 419 | -76  | /   |  | RK Zagreb              | 19-36 | 29-37 | 21-26 | 31-30 | 25-26 | 27-31 |       | 30-27 |
| 8 | Elverum Handball       | 3   | 14 | 1  | 3 | 12 | 365 | 419 | -54  | /   |  | Elverum Handball       | 26-30 | 22-25 | 25-26 | 24-34 | 28-34 | 37-26 | 30-30 |       |

Légende
- Directement qualifié pour les quarts de finale
- Qualifié pour les huitièmes de finale
- Éliminé (7e et 8e place)

| 14 septembre 2019 17h30 | SC Pick Szeged  | 31 – 28   | FC Barcelone       | Városi Sportcsarnok, Szeged Affluence : 3 200 Arbitrage : Elíasson, Pálsson |
| 14 septembre 2019 17h30 | Jorge Maqueda 7 | (18 – 11) | Ludovic Fabregas 8 | Városi Sportcsarnok, Szeged Affluence : 3 200 Arbitrage : Elíasson, Pálsson |
| 14 septembre 2019 17h30 | ×2 ×3           | Rapport   | ×2                 | Városi Sportcsarnok, Szeged Affluence : 3 200 Arbitrage : Elíasson, Pálsson |

| 14 septembre 2019 20h00 | RK Zagreb         | 29 – 37   | Paris Saint-Germain   | Arena Zagreb, Zagreb Affluence : 5 865 Arbitrage : Horváth, Marton |
| 14 septembre 2019 20h00 | Bičanić, Horvat 6 | (15 – 19) | Kim Ekdahl du Rietz 7 | Arena Zagreb, Zagreb Affluence : 5 865 Arbitrage : Horváth, Marton |
| 14 septembre 2019 20h00 | ×2 ×5             | Rapport   | ×1 ×2                 | Arena Zagreb, Zagreb Affluence : 5 865 Arbitrage : Horváth, Marton |

| 15 septembre 2019 17h00 | RK Celje      | 24 – 25   | SG Flensburg-Handewitt | Zlatorog Arena, Celje Affluence : 4 000 Arbitrage : Caçador, Nicolau |
| 15 septembre 2019 17h00 | Josip Šarac 5 | (12 – 13) | Johannes Golla 6       | Zlatorog Arena, Celje Affluence : 4 000 Arbitrage : Caçador, Nicolau |
| 15 septembre 2019 17h00 | ×1 ×4         | Rapport   | ×2 ×5                  | Zlatorog Arena, Celje Affluence : 4 000 Arbitrage : Caçador, Nicolau |

| 15 septembre 2019 19h00 | Elverum Handball      | 24 – 34   | Aalborg Håndbold         | Terningen Arena, Elverum Affluence : 2 283 Arbitrage : Mažeika, Gatelis |
| 15 septembre 2019 19h00 | Guðjónsson, Sandell 5 | (12 – 18) | Barthold, Christiansen 7 | Terningen Arena, Elverum Affluence : 2 283 Arbitrage : Mažeika, Gatelis |
| 15 septembre 2019 19h00 | ×2 ×3                 | Rapport   | ×2 ×4                    | Terningen Arena, Elverum Affluence : 2 283 Arbitrage : Mažeika, Gatelis |

| 18 septembre 2019 19h00 | SG Flensburg-Handewitt | 26 – 19  | Elverum Handball      | Flens-Arena, Flensbourg Affluence : 3 105 Arbitrage : Bonaventura, Bonaventura |
| 18 septembre 2019 19h00 | Lasse Svan Hansen 6    | (12 – 9) | Sigvaldi Guðjónsson 7 | Flens-Arena, Flensbourg Affluence : 3 105 Arbitrage : Bonaventura, Bonaventura |
| 18 septembre 2019 19h00 | ×1 ×2                  | Rapport  | ×2                    | Flens-Arena, Flensbourg Affluence : 3 105 Arbitrage : Bonaventura, Bonaventura |

| 21 septembre 2019 20h00 | FC Barcelone   | 45 – 21   | RK Celje      | Palau Blaugrana, Barcelone Affluence : 1 905 Arbitrage : Gasmi, Gasmi |
| 21 septembre 2019 20h00 | Luka Cindrić 8 | (21 – 13) | Diogo Silva 5 | Palau Blaugrana, Barcelone Affluence : 1 905 Arbitrage : Gasmi, Gasmi |
| 21 septembre 2019 20h00 | ×1 ×2          | Rapport   | ×2            | Palau Blaugrana, Barcelone Affluence : 1 905 Arbitrage : Gasmi, Gasmi |

| 22 septembre 2019 16h50 | Aalborg               | 30 – 20   | RK Zagreb        | Jutlander Bank Arena, Aalborg Affluence : 4 133 Arbitrage : Schulze, Tönnies |
| 22 septembre 2019 16h50 | Sebastian Barthold 12 | (13 – 11) | Horvat, Hrstić 4 | Jutlander Bank Arena, Aalborg Affluence : 4 133 Arbitrage : Schulze, Tönnies |
| 22 septembre 2019 16h50 | ×3 ×4                 | Rapport   | ×3 ×5 ×2         | Jutlander Bank Arena, Aalborg Affluence : 4 133 Arbitrage : Schulze, Tönnies |

| 22 septembre 2019 19h00 | Paris Saint-Germain | 30 – 25   | SC Pick Szeged  | Stade Pierre-de-Coubertin, Paris Affluence : 1 800 Arbitrage : Nikolov, Nachevski |
| 22 septembre 2019 19h00 | Nikola Karabatic 8  | (16 – 14) | Jorge Maqueda 6 | Stade Pierre-de-Coubertin, Paris Affluence : 1 800 Arbitrage : Nikolov, Nachevski |
| 22 septembre 2019 19h00 | ×2 ×4               | Rapport   | ×2 ×3           | Stade Pierre-de-Coubertin, Paris Affluence : 1 800 Arbitrage : Nikolov, Nachevski |

| 28 septembre 2019 17h30 | SC Pick Szeged        | 24 – 24   | SG Flensburg-Handewitt | Városi Sportcsarnok, Szeged Affluence : 3 200 Arbitrage : Brunovský, Čanda |
| 28 septembre 2019 17h30 | Bogdan Radivojević 11 | (12 – 12) | Gøran Johannessen 9    | Városi Sportcsarnok, Szeged Affluence : 3 200 Arbitrage : Brunovský, Čanda |
| 28 septembre 2019 17h30 | ×1                    | Rapport   | ×2                     | Városi Sportcsarnok, Szeged Affluence : 3 200 Arbitrage : Brunovský, Čanda |

| 28 septembre 2019 17h30 | Elverum Handball | 22 – 25  | Paris Saint-Germain | Håkons Hall, Lillehammer Affluence : 12 377 Arbitrage : Horáček, Novotný |
| 28 septembre 2019 17h30 | Lukas Sandell 5  | (9 – 13) | Adama Keïta 8       | Håkons Hall, Lillehammer Affluence : 12 377 Arbitrage : Horáček, Novotný |
| 28 septembre 2019 17h30 | ×3 ×6 ×1         | Rapport  | ×3                  | Håkons Hall, Lillehammer Affluence : 12 377 Arbitrage : Horáček, Novotný |

| 28 septembre 2019 20h30 | RK Zagreb     | 19 – 36  | FC Barcelone  | Salle Krešimir Ćosić, Zadar Affluence : 6 900 Arbitrage : Leszczyński, Piechota |
| 28 septembre 2019 20h30 | Marin Šipić 4 | (9 – 21) | Aleix Gómez 8 | Salle Krešimir Ćosić, Zadar Affluence : 6 900 Arbitrage : Leszczyński, Piechota |
| 28 septembre 2019 20h30 | ×1 ×7         | Rapport  | ×2 ×4         | Salle Krešimir Ćosić, Zadar Affluence : 6 900 Arbitrage : Leszczyński, Piechota |

| 29 septembre 2019 17h00 | RK Celje       | 28 – 29   | Aalborg Håndbold   | Zlatorog Arena, Celje Arbitrage : Nikolić, Stojković |
| 29 septembre 2019 17h00 | Silva, Šarac 6 | (14 – 10) | Magnus Saugstrup 5 | Zlatorog Arena, Celje Arbitrage : Nikolić, Stojković |
| 29 septembre 2019 17h00 | ×1 ×3          | Rapport   | ×2 ×5 ×1           | Zlatorog Arena, Celje Arbitrage : Nikolić, Stojković |

| 9 octobre 2019 19h00 | SG Flensburg-Handewitt | 20 – 17   | RK Zagreb       | Flens-Arena, Flensbourg Affluence : 3 355 Arbitrage : Kurtagic, Wetterwik |
| 9 octobre 2019 19h00 | Johannes Golla 5       | (10 – 10) | Zlatko Horvat 6 | Flens-Arena, Flensbourg Affluence : 3 355 Arbitrage : Kurtagic, Wetterwik |
| 9 octobre 2019 19h00 | ×2 ×3                  | Rapport   | ×1 ×3           | Flens-Arena, Flensbourg Affluence : 3 355 Arbitrage : Kurtagic, Wetterwik |

| 12 octobre 2019 20h00 | FC Barcelone   | 33 – 24   | Elverum Handball      | Palau Blaugrana, Barcelone Affluence : 1 996 Arbitrage : Brkic, Jusufhodzic |
| 12 octobre 2019 20h00 | Luka Cindrić 7 | (15 – 12) | Sebastian Henneberg 8 | Palau Blaugrana, Barcelone Affluence : 1 996 Arbitrage : Brkic, Jusufhodzic |
| 12 octobre 2019 20h00 | ×1 ×4          | Rapport   | ×3                    | Palau Blaugrana, Barcelone Affluence : 1 996 Arbitrage : Brkic, Jusufhodzic |

| 13 octobre 2019 16h50 | Aalborg            | 28 – 35   | SC Pick Szeged   | Jutlander Bank Arena, Aalborg Affluence : 4 382 Arbitrage : Santos, Fonseca |
| 13 octobre 2019 16h50 | Henrik Møllgaard 7 | (17 – 22) | Bence Bánhidi 11 | Jutlander Bank Arena, Aalborg Affluence : 4 382 Arbitrage : Santos, Fonseca |
| 13 octobre 2019 16h50 | ×2 ×3              | Rapport   | ×4               | Jutlander Bank Arena, Aalborg Affluence : 4 382 Arbitrage : Santos, Fonseca |

| 13 octobre 2019 17h00 | Paris Saint-Germain | 27 – 18   | RK Celje      | Stade Pierre-de-Coubertin, Paris Affluence : 2 500 Arbitrage : Konjičanin, Konjičanin |
| 13 octobre 2019 17h00 | Nedim Remili 7      | (13 – 11) | Jan Grebenc 5 | Stade Pierre-de-Coubertin, Paris Affluence : 2 500 Arbitrage : Konjičanin, Konjičanin |
| 13 octobre 2019 17h00 | ×1                  | Rapport   | ×2 ×4         | Stade Pierre-de-Coubertin, Paris Affluence : 2 500 Arbitrage : Konjičanin, Konjičanin |

| 19 octobre 2019 20h00 | FC Barcelone  | 36 – 32   | Paris Saint-Germain | Palau Blaugrana, Barcelone Affluence : 4 315 Arbitrage : Nikolov, Nachevski |
| 19 octobre 2019 20h00 | Aleix Gómez 8 | (19 – 15) | Luka Karabatic 8    | Palau Blaugrana, Barcelone Affluence : 4 315 Arbitrage : Nikolov, Nachevski |
| 19 octobre 2019 20h00 | ×1 ×2         | Rapport   | ×3                  | Palau Blaugrana, Barcelone Affluence : 4 315 Arbitrage : Nikolov, Nachevski |

| 20 octobre 2019 16h50 | Aalborg              | 31 – 28   | SG Flensburg-Handewitt     | Jutlander Bank Arena, Aalborg Affluence : 4 653 Arbitrage : Baďura, Ondogrecula |
| 20 octobre 2019 16h50 | Sebastian Barthold 8 | (14 – 16) | Johannessen, Svan Hansen 6 | Jutlander Bank Arena, Aalborg Affluence : 4 653 Arbitrage : Baďura, Ondogrecula |
| 20 octobre 2019 16h50 | ×2 ×1                | Rapport   | ×3                         | Jutlander Bank Arena, Aalborg Affluence : 4 653 Arbitrage : Baďura, Ondogrecula |

| 20 octobre 2019 17h00 | RK Celje        | 32 – 25   | Elverum Handball       | Zlatorog Arena, Celje Affluence : 3 300 Arbitrage : Geipel, Helbig |
| 20 octobre 2019 17h00 | trois joueurs 5 | (14 – 15) | Sigvaldi Guðjónsson 10 | Zlatorog Arena, Celje Affluence : 3 300 Arbitrage : Geipel, Helbig |
| 20 octobre 2019 17h00 | ×2 ×3           | Rapport   | ×1 ×3                  | Zlatorog Arena, Celje Affluence : 3 300 Arbitrage : Geipel, Helbig |

| 20 octobre 2019 17h00 | RK Zagreb     | 21 – 26   | SC Pick Szeged      | Arena Zagreb, Zagreb Affluence : 3 721 Arbitrage : Zotin, Volodkov |
| 20 octobre 2019 17h00 | Marin Šipić 6 | (10 – 15) | Maqueda, Šoštarič 5 | Arena Zagreb, Zagreb Affluence : 3 721 Arbitrage : Zotin, Volodkov |
| 20 octobre 2019 17h00 | ×3 ×9 ×1      | Rapport   | ×3 ×6 ×1            | Arena Zagreb, Zagreb Affluence : 3 721 Arbitrage : Zotin, Volodkov |

| 30 octobre 2019 19h00 | SG Flensburg-Handewitt | 27 – 34   | FC Barcelone    | Flens-Arena, Flensbourg Affluence : 5 221 Arbitrage : Mažeika, Gatelis |
| 30 octobre 2019 19h00 | Michał Jurecki         | (12 – 18) | trois joueurs 5 | Flens-Arena, Flensbourg Affluence : 5 221 Arbitrage : Mažeika, Gatelis |
| 30 octobre 2019 19h00 | ×2 ×4                  | Rapport   | ×1 ×6           | Flens-Arena, Flensbourg Affluence : 5 221 Arbitrage : Mažeika, Gatelis |

| 2 novembre 2019 17h15 | Paris Saint-Germain | 37 – 24   | Aalborg Håndbold    | Stade Pierre-de-Coubertin, Paris Affluence : 2 500 Arbitrage : Pavićević, Ražnatović |
| 2 novembre 2019 17h15 | Mikkel Hansen 6     | (18 – 11) | Benjamin Jakobsen 5 | Stade Pierre-de-Coubertin, Paris Affluence : 2 500 Arbitrage : Pavićević, Ražnatović |
| 2 novembre 2019 17h15 | ×2 ×4               | Rapport   | ×2                  | Stade Pierre-de-Coubertin, Paris Affluence : 2 500 Arbitrage : Pavićević, Ražnatović |

| 3 novembre 2019 17h00 | SC Pick Szeged       | 31 – 24   | RK Celje      | Városi Sportcsarnok, Szeged Affluence : 3 200 Arbitrage : Bonaventura, Bonaventura |
| 3 novembre 2019 17h00 | Bogdan Radivojević 8 | (14 – 14) | Josip Šarac 7 | Városi Sportcsarnok, Szeged Affluence : 3 200 Arbitrage : Bonaventura, Bonaventura |
| 3 novembre 2019 17h00 | ×1                   | Rapport   | ×2 ×3         | Városi Sportcsarnok, Szeged Affluence : 3 200 Arbitrage : Bonaventura, Bonaventura |

| 3 novembre 2019 19h00 | Elverum Handball  | 30 – 30   | RK Zagreb    | Terningen Arena, Elverum Affluence : 2 034 Arbitrage : Santos, Fonseca |
| 3 novembre 2019 19h00 | Alexander Blonz 8 | (13 – 18) | Ante Gadža 8 | Terningen Arena, Elverum Affluence : 2 034 Arbitrage : Santos, Fonseca |
| 3 novembre 2019 19h00 | ×2 ×8             | Rapport   | ×3 ×6        | Terningen Arena, Elverum Affluence : 2 034 Arbitrage : Santos, Fonseca |

| 6 novembre 2019 19h00 | SG Flensburg-Handewitt | 29 – 30   | Paris Saint-Germain    | Flens-Arena, Flensbourg Affluence : 5 030 Arbitrage : Jurinović, Mrvica |
| 6 novembre 2019 19h00 | Rød, Steinhauser 6     | (13 – 14) | Hansen, N. Karabatic 5 | Flens-Arena, Flensbourg Affluence : 5 030 Arbitrage : Jurinović, Mrvica |
| 6 novembre 2019 19h00 | ×3                     | Rapport   | ×1 ×2                  | Flens-Arena, Flensbourg Affluence : 5 030 Arbitrage : Jurinović, Mrvica |

| 10 novembre 2019 16h50 | Aalborg            | 30 – 34   | FC Barcelone  | Jutlander Bank Arena, Aalborg Affluence : 5 000 Arbitrage : Brunner, Salah |
| 10 novembre 2019 16h50 | Magnus Saugstrup 6 | (14 – 15) | Aleix Gómez 9 | Jutlander Bank Arena, Aalborg Affluence : 5 000 Arbitrage : Brunner, Salah |
| 10 novembre 2019 16h50 | ×2                 | Rapport   | ×1 ×4         | Jutlander Bank Arena, Aalborg Affluence : 5 000 Arbitrage : Brunner, Salah |

| 10 novembre 2019 17h00 | SC Pick Szeged     | 32 – 25   | Elverum Handball  | Városi Sportcsarnok, Szeged Affluence : 3 200 Arbitrage : Sondors, Līcis |
| 10 novembre 2019 17h00 | Dimitri Jitnikov 5 | (15 – 13) | Alexander Blonz 8 | Városi Sportcsarnok, Szeged Affluence : 3 200 Arbitrage : Sondors, Līcis |
| 10 novembre 2019 17h00 | ×1 ×6 ×1           | Rapport   | ×2 ×5             | Városi Sportcsarnok, Szeged Affluence : 3 200 Arbitrage : Sondors, Līcis |

| 10 novembre 2019 17h00 | RK Celje      | 24 – 22  | RK Zagreb       | Zlatorog Arena, Celje Affluence : 4 850 Arbitrage : Marín, García |
| 10 novembre 2019 17h00 | Josip Šarac 6 | (10 – 8) | Damir Bičanić 6 | Zlatorog Arena, Celje Affluence : 4 850 Arbitrage : Marín, García |
| 10 novembre 2019 17h00 | ×1 ×5         | Rapport  | ×2 ×5           | Zlatorog Arena, Celje Affluence : 4 850 Arbitrage : Marín, García |

| 14 novembre 2019 18h00 | RK Zagreb        | 27 – 31   | RK Celje       | Arena Zagreb, Zagreb Affluence : 2 634 Arbitrage : Horáček, Novotný |
| 14 novembre 2019 18h00 | Filip Vistorop 6 | (11 – 14) | Josip Šarac 10 | Arena Zagreb, Zagreb Affluence : 2 634 Arbitrage : Horáček, Novotný |
| 14 novembre 2019 18h00 | ×2 ×4            | Rapport   | ×1 ×5 ×1       | Arena Zagreb, Zagreb Affluence : 2 634 Arbitrage : Horáček, Novotný |

| 16 novembre 2019 20h00 | FC Barcelone  | 44 – 35   | Aalborg Håndbold   | Palau Blaugrana, Barcelone Affluence : 2 139 Arbitrage : Geipel, Helbig |
| 16 novembre 2019 20h00 | Aleix Gómez 9 | (22 – 17) | Magnus Saugstrup 6 | Palau Blaugrana, Barcelone Affluence : 2 139 Arbitrage : Geipel, Helbig |
| 16 novembre 2019 20h00 | ×2 ×1         | Rapport   | ×2 ×1              | Palau Blaugrana, Barcelone Affluence : 2 139 Arbitrage : Geipel, Helbig |

| 17 novembre 2019 17h00 | Paris Saint-Germain | 32 – 30   | SG Flensburg-Handewitt | Stade Pierre-de-Coubertin, Paris Affluence : 2 500 Arbitrage : Leszczyński, Piechota |
| 17 novembre 2019 17h00 | Hansen, Sagosen 7   | (17 – 16) | quatre joueurs 5       | Stade Pierre-de-Coubertin, Paris Affluence : 2 500 Arbitrage : Leszczyński, Piechota |
| 17 novembre 2019 17h00 | ×2 ×4               | Rapport   | ×3 ×6                  | Stade Pierre-de-Coubertin, Paris Affluence : 2 500 Arbitrage : Leszczyński, Piechota |

| 17 novembre 2019 19h00 | Elverum Handball | 25 – 26  | SC Pick Szeged  | Terningen Arena, Elverum Affluence : 1 941 Arbitrage : Kurtagic, Wetterwik |
| 17 novembre 2019 19h00 | Lukas Sandell 10 | (9 – 14) | Jorge Maqueda 6 | Terningen Arena, Elverum Affluence : 1 941 Arbitrage : Kurtagic, Wetterwik |
| 17 novembre 2019 19h00 | ×1 ×2            | Rapport  | ×1 ×5           | Terningen Arena, Elverum Affluence : 1 941 Arbitrage : Kurtagic, Wetterwik |

| 23 novembre 2019 20h00 | FC Barcelone   | 31 – 27   | SG Flensburg-Handewitt | Palau Blaugrana, Barcelone Affluence : 2 521 Arbitrage : Santos, Fonseca |
| 23 novembre 2019 20h00 | Aleix Gómez 10 | (15 – 15) | Lier, Steinhauser 6    | Palau Blaugrana, Barcelone Affluence : 2 521 Arbitrage : Santos, Fonseca |
| 23 novembre 2019 20h00 | ×4             | Rapport   | ×1 ×4                  | Palau Blaugrana, Barcelone Affluence : 2 521 Arbitrage : Santos, Fonseca |

| 24 novembre 2019 16h50 | Aalborg            | 29 – 32   | Paris Saint-Germain | Jutlander Bank Arena, Aalborg Affluence : 5 000 Arbitrage : Brkic, Jusufhodzic |
| 24 novembre 2019 16h50 | Magnus Saugstrup 6 | (14 – 17) | Hansen, Sagosen 7   | Jutlander Bank Arena, Aalborg Affluence : 5 000 Arbitrage : Brkic, Jusufhodzic |
| 24 novembre 2019 16h50 | ×2 ×1              | Rapport   | ×2 ×4               | Jutlander Bank Arena, Aalborg Affluence : 5 000 Arbitrage : Brkic, Jusufhodzic |

| 24 novembre 2019 17h00 | RK Celje      | 23 – 34   | SC Pick Szeged  | Zlatorog Arena, Celje Affluence : 4 900 Arbitrage : Brunner, Salah |
| 24 novembre 2019 17h00 | Josip Šarac 6 | (11 – 19) | Bence Bánhidi 7 | Zlatorog Arena, Celje Affluence : 4 900 Arbitrage : Brunner, Salah |
| 24 novembre 2019 17h00 | ×2 ×4         | Rapport   | ×1 ×4           | Zlatorog Arena, Celje Affluence : 4 900 Arbitrage : Brunner, Salah |

| 24 novembre 2019 17h00 | RK Zagreb       | 30 – 27   | Elverum Handball      | Arena Zagreb, Zagreb Affluence : 2 500 Arbitrage : Pichon, Reveret |
| 24 novembre 2019 17h00 | Damir Bičanić 8 | (16 – 13) | Sigvaldi Guðjónsson 7 | Arena Zagreb, Zagreb Affluence : 2 500 Arbitrage : Pichon, Reveret |
| 24 novembre 2019 17h00 | ×3 ×5           | Rapport   | ×3                    | Arena Zagreb, Zagreb Affluence : 2 500 Arbitrage : Pichon, Reveret |

| 30 novembre 2019 17h30 | SC Pick Szeged  | 33 – 23  | RK Zagreb    | Városi Sportcsarnok, Szeged Affluence : 3 200 Arbitrage : Gousko, Repkin |
| 30 novembre 2019 17h30 | Joan Cañellas 5 | (14 – 7) | Ante Gadža 7 | Városi Sportcsarnok, Szeged Affluence : 3 200 Arbitrage : Gousko, Repkin |
| 30 novembre 2019 17h30 | ×3 ×1           | Rapport  | ×3 ×2        | Városi Sportcsarnok, Szeged Affluence : 3 200 Arbitrage : Gousko, Repkin |

| 1 décembre 2019 17h00 | Paris Saint-Germain | 32 – 35   | FC Barcelone          | Stade Pierre-de-Coubertin, Paris Affluence : 3 346 Arbitrage : Gubica, Milošević |
| 1 décembre 2019 17h00 | Hansen, Sagosen 8   | (17 – 16) | Cindrić, Pálmarsson 6 | Stade Pierre-de-Coubertin, Paris Affluence : 3 346 Arbitrage : Gubica, Milošević |
| 1 décembre 2019 17h00 | ×3 ×6               | Rapport   | ×3 ×2                 | Stade Pierre-de-Coubertin, Paris Affluence : 3 346 Arbitrage : Gubica, Milošević |

| 1 décembre 2019 19h00 | SG Flensburg-Handewitt | 29 – 32   | Aalborg Håndbold | Flens-Arena, Flensbourg Affluence : 4 406 Arbitrage : Nikolov, Nachevski |
| 1 décembre 2019 19h00 | Gøran Johannessen 5    | (15 – 18) | trois joueurs 7  | Flens-Arena, Flensbourg Affluence : 4 406 Arbitrage : Nikolov, Nachevski |
| 1 décembre 2019 19h00 | ×2 ×3                  | Rapport   | ×2               | Flens-Arena, Flensbourg Affluence : 4 406 Arbitrage : Nikolov, Nachevski |

| 1 décembre 2019 19h00 | Elverum Handball | 37 – 26   | RK Celje          | Terningen Arena, Elverum Affluence : 1 910 Arbitrage : Brunovský, Čanda |
| 1 décembre 2019 19h00 | quatre joueurs 6 | (21 – 13) | Kristjan Horžen 5 | Terningen Arena, Elverum Affluence : 1 910 Arbitrage : Brunovský, Čanda |
| 1 décembre 2019 19h00 | ×3 ×1            | Rapport   | ×1 ×4             | Terningen Arena, Elverum Affluence : 1 910 Arbitrage : Brunovský, Čanda |

| 8 février 2020 18h00 | SC Pick Szeged | 26 – 26   | Aalborg Håndbold | Városi Sportcsarnok, Szeged Affluence : 3 200 Arbitrage : Leszczyński, Piechota |
| 8 février 2020 18h00 | Dean Bombač 5  | (13 – 15) | Juul, Smárason 6 | Városi Sportcsarnok, Szeged Affluence : 3 200 Arbitrage : Leszczyński, Piechota |
| 8 février 2020 18h00 | ×2 ×1          | Rapport   | ×4               | Városi Sportcsarnok, Szeged Affluence : 3 200 Arbitrage : Leszczyński, Piechota |

| 8 février 2020 18h00 | RK Zagreb     | 25 – 26  | SG Flensburg-Handewitt | Arena Zagreb, Zagreb Affluence : 5 364 Arbitrage : Elíasson, Pálsson |
| 8 février 2020 18h00 | Marin Šipić 8 | (9 – 11) | Marius Steinhauser 7   | Arena Zagreb, Zagreb Affluence : 5 364 Arbitrage : Elíasson, Pálsson |
| 8 février 2020 18h00 | ×3 ×7         | Rapport  | ×3 ×4                  | Arena Zagreb, Zagreb Affluence : 5 364 Arbitrage : Elíasson, Pálsson |

| 9 février 2020 17h00 | RK Celje       | 29 – 33   | Paris Saint-Germain | Zlatorog Arena, Celje Affluence : 4 700 Arbitrage : Zotin, Volodkov |
| 9 février 2020 17h00 | Tilen Kodrin 5 | (13 – 17) | Kamil Syprzak 9     | Zlatorog Arena, Celje Affluence : 4 700 Arbitrage : Zotin, Volodkov |
| 9 février 2020 17h00 | ×3 ×2          | Rapport   | ×3 ×2               | Zlatorog Arena, Celje Affluence : 4 700 Arbitrage : Zotin, Volodkov |

| 9 février 2020 19h00 | Elverum Handball    | 26 – 30   | FC Barcelone   | Terningen Arena, Elverum Affluence : 2 507 Arbitrage : Konjičanin, Konjičanin |
| 9 février 2020 19h00 | Magnus Fredriksen 5 | (14 – 16) | Ariño, Gómez 6 | Terningen Arena, Elverum Affluence : 2 507 Arbitrage : Konjičanin, Konjičanin |
| 9 février 2020 19h00 | ×2 ×3               | Rapport   | ×1             | Terningen Arena, Elverum Affluence : 2 507 Arbitrage : Konjičanin, Konjičanin |

| 15 février 2020 17h30 | Elverum Handball  | 28 – 34   | SG Flensburg-Handewitt | Håkons Hall, Lillehammer Affluence : 9 312 Arbitrage : Brunner, Salah |
| 15 février 2020 17h30 | Alexander Blonz 9 | (14 – 15) | Marius Steinhauser 7   | Håkons Hall, Lillehammer Affluence : 9 312 Arbitrage : Brunner, Salah |
| 15 février 2020 17h30 | ×1 ×2             | Rapport   | ×2 ×3                  | Håkons Hall, Lillehammer Affluence : 9 312 Arbitrage : Brunner, Salah |

| 15 février 2020 20h00 | FC Barcelone        | 32 – 23  | RK Zagreb       | Palau Blaugrana, Barcelone Affluence : 3 215 Arbitrage : Mandák, Rudinský |
| 15 février 2020 20h00 | Pálmarsson, Tomás 6 | (17 – 9) | Miloš Božović 6 | Palau Blaugrana, Barcelone Affluence : 3 215 Arbitrage : Mandák, Rudinský |
| 15 février 2020 20h00 | ×2 ×1               | Rapport  | ×2 ×3           | Palau Blaugrana, Barcelone Affluence : 3 215 Arbitrage : Mandák, Rudinský |

| 16 février 2020 16h50 | Aalborg            | 28 – 24  | RK Celje        | Jutlander Bank Arena, Aalborg Affluence : 4 640 Arbitrage : Pichon, Reveret |
| 16 février 2020 16h50 | Mark Strandgaard 6 | (13 – 9) | Horžen, Leban 5 | Jutlander Bank Arena, Aalborg Affluence : 4 640 Arbitrage : Pichon, Reveret |
| 16 février 2020 16h50 | ×2 ×3              | Rapport  | ×1 ×6           | Jutlander Bank Arena, Aalborg Affluence : 4 640 Arbitrage : Pichon, Reveret |

| 16 février 2020 17h00 | SC Pick Szeged   | 32 – 29   | Paris Saint-Germain | Városi Sportcsarnok, Szeged Affluence : 3 200 Arbitrage : Madsen, Mortensen |
| 16 février 2020 17h00 | Joan Cañellas 10 | (15 – 18) | Mikkel Hansen 7     | Városi Sportcsarnok, Szeged Affluence : 3 200 Arbitrage : Madsen, Mortensen |
| 16 février 2020 17h00 | ×1 ×3 ×1         | Rapport   | ×1 ×3               | Városi Sportcsarnok, Szeged Affluence : 3 200 Arbitrage : Madsen, Mortensen |

| 19 février 2020 19h00 | SG Flensburg-Handewitt | 34 – 26   | SC Pick Szeged  | Flens-Arena, Flensbourg Affluence : 4 355 Arbitrage : Gubica, Milošević |
| 19 février 2020 19h00 | Michał Jurecki 6       | (17 – 11) | Joan Cañellas 5 | Flens-Arena, Flensbourg Affluence : 4 355 Arbitrage : Gubica, Milošević |
| 19 février 2020 19h00 | ×1 ×5                  | Rapport   | ×2 ×6           | Flens-Arena, Flensbourg Affluence : 4 355 Arbitrage : Gubica, Milošević |

| 22 février 2020 17h15 | Paris Saint-Germain | 31 – 25   | Elverum Handball    | Stade Pierre-de-Coubertin, Paris Affluence : 3 010 Arbitrage : Stark, Ştefan |
| 22 février 2020 17h15 | Sander Sagosen 8    | (17 – 13) | Magnus Fredriksen 6 | Stade Pierre-de-Coubertin, Paris Affluence : 3 010 Arbitrage : Stark, Ştefan |
| 22 février 2020 17h15 | ×1 ×3               | Rapport   | ×3 ×4               | Stade Pierre-de-Coubertin, Paris Affluence : 3 010 Arbitrage : Stark, Ştefan |

| 22 février 2020 18h00 | RK Zagreb    | 31 – 30   | Aalborg Håndbold      | Arena Zagreb, Zagreb Affluence : 2 134 Arbitrage : Andorka, Hucker |
| 22 février 2020 18h00 | Ante Gadža 9 | (16 – 15) | Janus Daði Smárason 7 | Arena Zagreb, Zagreb Affluence : 2 134 Arbitrage : Andorka, Hucker |
| 22 février 2020 18h00 | ×2 ×6        | Rapport   | ×1 ×2 ×1              | Arena Zagreb, Zagreb Affluence : 2 134 Arbitrage : Andorka, Hucker |

| 23 février 2020 17h00 | RK Celje       | 25 – 37   | FC Barcelone   | Zlatorog Arena, Celje Affluence : 5 400 Arbitrage : Pavićević, Ražnatović |
| 23 février 2020 17h00 | David Razgor 9 | (14 – 19) | Jure Dolenec 7 | Zlatorog Arena, Celje Affluence : 5 400 Arbitrage : Pavićević, Ražnatović |
| 23 février 2020 17h00 | ×2             | Rapport   | ×3 ×4          | Zlatorog Arena, Celje Affluence : 5 400 Arbitrage : Pavićević, Ražnatović |

| 26 février 2020 19h00 | SG Flensburg-Handewitt | 29 – 26   | RK Celje        | Flens-Arena, Flensbourg Affluence : 4 221 Arbitrage : López, Ramírez |
| 26 février 2020 19h00 | Johannes Golla 8       | (15 – 12) | Cokan, Razgor 6 | Flens-Arena, Flensbourg Affluence : 4 221 Arbitrage : López, Ramírez |
| 26 février 2020 19h00 | ×1 ×2                  | Rapport   | ×1              | Flens-Arena, Flensbourg Affluence : 4 221 Arbitrage : López, Ramírez |

| 29 février 2020 20h00 | FC Barcelone       | 30 – 28   | SC Pick Szeged | Palau Blaugrana, Barcelone Affluence : 3 658 Arbitrage : Lah, Sok |
| 29 février 2020 20h00 | Cindrić, Dolenec 7 | (13 – 15) | Richárd Bodó 7 | Palau Blaugrana, Barcelone Affluence : 3 658 Arbitrage : Lah, Sok |
| 29 février 2020 20h00 | ×2 ×4              | Rapport   | ×2 ×5          | Palau Blaugrana, Barcelone Affluence : 3 658 Arbitrage : Lah, Sok |

| 1er mars 2020 16h50 | Aalborg            | 30 – 28   | Elverum Handball | Jutlander Bank Arena, Aalborg Affluence : 4 782 Arbitrage : Mata, López |
| 1er mars 2020 16h50 | Mark Strandgaard 8 | (18 – 11) | Lukas Sandell 7  | Jutlander Bank Arena, Aalborg Affluence : 4 782 Arbitrage : Mata, López |
| 1er mars 2020 16h50 | ×2 ×4              | Rapport   | ×3 ×5            | Jutlander Bank Arena, Aalborg Affluence : 4 782 Arbitrage : Mata, López |

| 1er mars 2020 17h00 | Paris Saint-Germain | 37 – 26   | RK Zagreb       | Stade Pierre-de-Coubertin, Paris Affluence : 3 010 Arbitrage : Leandersson, Lindroos |
| 1er mars 2020 17h00 | Sander Sagosen 9    | (17 – 12) | Miloš Božović 6 | Stade Pierre-de-Coubertin, Paris Affluence : 3 010 Arbitrage : Leandersson, Lindroos |
| 1er mars 2020 17h00 | ×2 ×5               | Rapport   | ×2 ×5           | Stade Pierre-de-Coubertin, Paris Affluence : 3 010 Arbitrage : Leandersson, Lindroos |

### Groupe B
|   | Équipe               | Pts | J  | G  | N | P  | Bp  | Bc  | Diff | Dép |  | Résultats (dom.\ext.) |       |       |       |       |       |       |       |       |
| - | -------------------- | --- | -- | -- | - | -- | --- | --- | ---- | --- |  | --------------------- | ----- | ----- | ----- | ----- | ----- | ----- | ----- | ----- |
| 1 | THW Kiel             | 20  | 14 | 9  | 2 | 3  | 437 | 398 | 39   | +7  |  | THW Kiel              |       | 29-28 | 30-30 | 33-32 | 27-28 | 34-23 | 31-23 | 32-32 |
| 2 | Veszprém KSE         | 20  | 14 | 10 | 0 | 4  | 448 | 386 | 62   | -7  |  | Veszprém KSE          | 31-37 |       | 28-24 | 24-23 | 38-28 | 39-30 | 31-25 | 40-28 |
| 3 | KS Kielce            | 18  | 14 | 8  | 2 | 4  | 421 | 389 | 32   | /   |  | KS Kielce             | 32-30 | 34-33 |       | 27-29 | 30-25 | 35-25 | 30-24 | 33-26 |
| 4 | Montpellier Handball | 17  | 14 | 8  | 1 | 5  | 386 | 375 | 11   | /   |  | Montpellier Handball  | 30-33 | 23-18 | 25-24 |       | 22-27 | 31-33 | 30-26 | 34-30 |
| 5 | FC Porto             | 14  | 14 | 6  | 2 | 6  | 400 | 410 | -10  | /   |  | FC Porto              | 29-30 | 24-31 | 33-30 | 23-23 |       | 30-22 | 27-25 | 35-35 |
| 6 | Vardar Skopje T      | 11  | 14 | 5  | 1 | 8  | 396 | 444 | -48  | /   |  | Vardar Skopje         | 20-31 | 29-38 | 28-28 | 27-31 | 32-27 |       | 36-31 | 38-28 |
| 7 | HC Meshkov Brest     | 8   | 14 | 4  | 0 | 10 | 401 | 431 | -30  | /   |  | HC Meshkov Brest      | 33-30 | 30-37 | 27-31 | 25-27 | 32-35 | 31-22 |       | 33-31 |
| 8 | HC Motor Zaporijjia  | 4   | 14 | 1  | 2 | 11 | 406 | 462 | -56  | /   |  | HC Motor Zaporijjia   | 27-30 | 22-32 | 26-33 | 25-26 | 33-29 | 30-31 | 33-36 |       |

Légende
- Directement qualifié pour les quarts de finale
- Qualifié pour les huitièmes de finale
- Éliminé (7e et 8e place)
- T : Tenant du titre

| 14 septembre 2019 17h15 | Montpellier Handball | 31 – 33   | Vardar Skopje | Palais des sports René-Bougnol, Montpellier Affluence : 2 700 Arbitrage : Gjeding, Hansen |
| 14 septembre 2019 17h15 | Valentin Porte 7     | (17 – 16) | Staš Skube 7  | Palais des sports René-Bougnol, Montpellier Affluence : 2 700 Arbitrage : Gjeding, Hansen |
| 14 septembre 2019 17h15 | ×1 ×5                | Rapport   | ×5            | Palais des sports René-Bougnol, Montpellier Affluence : 2 700 Arbitrage : Gjeding, Hansen |

| 14 septembre 2019 19h30 | FC Porto           | 27 – 25  | Meshkov Brest  | Dragão Caixa, Porto Affluence : 1 196 Arbitrage : Pichon, Reveret |
| 14 septembre 2019 19h30 | Diogo Branquinho 8 | (9 – 15) | Darko Ðukić 10 | Dragão Caixa, Porto Affluence : 1 196 Arbitrage : Pichon, Reveret |
| 14 septembre 2019 19h30 | ×1 ×4              | Rapport  | ×1 ×2          | Dragão Caixa, Porto Affluence : 1 196 Arbitrage : Pichon, Reveret |

| 15 septembre 2019 17h00 | Veszprém KSE      | 40 – 28   | Motor Zaporijjia         | Veszprém Aréna, Veszprém Affluence : 5 019 Arbitrage : Marín, García |
| 15 septembre 2019 17h00 | Gajić, Tønnesen 6 | (17 – 13) | Malašinskas, Pukhouski 6 | Veszprém Aréna, Veszprém Affluence : 5 019 Arbitrage : Marín, García |
| 15 septembre 2019 17h00 | ×4                | Rapport   | ×5 ×2                    | Veszprém Aréna, Veszprém Affluence : 5 019 Arbitrage : Marín, García |

| 15 septembre 2019 19h00 | THW Kiel       | 30 – 30   | KS Kielce            | Sparkassen-Arena, Kiel Affluence : 8 223 Arbitrage : Lah, Sok |
| 15 septembre 2019 19h00 | Nikola Bilyk 7 | (14 – 15) | Dujshebaev, Kulesh 5 | Sparkassen-Arena, Kiel Affluence : 8 223 Arbitrage : Lah, Sok |
| 15 septembre 2019 19h00 | ×2 ×7 ×1       | Rapport   | ×2 ×8                | Sparkassen-Arena, Kiel Affluence : 8 223 Arbitrage : Lah, Sok |

| 21 septembre 2019 17h30 | Meshkov Brest  | 25 – 27   | Montpellier Handball | Sportshall Victoria, Brest Arbitrage : Geipel, Helbig |
| 21 septembre 2019 17h30 | Ðukić, Panić 6 | (13 – 12) | Melvyn Richardson 7  | Sportshall Victoria, Brest Arbitrage : Geipel, Helbig |
| 21 septembre 2019 17h30 | ×2             | Rapport   | ×2 ×3                | Sportshall Victoria, Brest Arbitrage : Geipel, Helbig |

| 21 septembre 2019 17h30 | Veszprém KSE    | 31 – 37   | THW Kiel          | Veszprém Aréna, Veszprém Affluence : 5 019 Arbitrage : Pavićević, Ražnatović |
| 21 septembre 2019 17h30 | Nilsson, Omar 5 | (13 – 16) | Harald Reinkind 8 | Veszprém Aréna, Veszprém Affluence : 5 019 Arbitrage : Pavićević, Ražnatović |
| 21 septembre 2019 17h30 | ×3 ×4           | Rapport   | ×3 ×2             | Veszprém Aréna, Veszprém Affluence : 5 019 Arbitrage : Pavićević, Ražnatović |

| 22 septembre 2019 17h00 | Vardar Skopje       | 32 – 27   | FC Porto           | Centre sportif Yané Sandanski, Skopje Affluence : 4 800 Arbitrage : Brkic, Jusufhodzic |
| 22 septembre 2019 17h00 | Čupić, Krištopāns 7 | (14 – 16) | Diogo Branquinho 6 | Centre sportif Yané Sandanski, Skopje Affluence : 4 800 Arbitrage : Brkic, Jusufhodzic |
| 22 septembre 2019 17h00 | ×2 ×3               | Rapport   | ×3 ×7              | Centre sportif Yané Sandanski, Skopje Affluence : 4 800 Arbitrage : Brkic, Jusufhodzic |

| 22 septembre 2019 20h00 | KS Kielce        | 33 – 26   | Motor Zaporijjia     | Hala Legionów, Kielce Affluence : 4 000 Arbitrage : Brunner, Salah |
| 22 septembre 2019 20h00 | Artsem Karalek 6 | (22 – 11) | Pukhouski, Vujović 5 | Hala Legionów, Kielce Affluence : 4 000 Arbitrage : Brunner, Salah |
| 22 septembre 2019 20h00 | ×3 ×2            | Rapport   | ×1 ×5                | Hala Legionów, Kielce Affluence : 4 000 Arbitrage : Brunner, Salah |

| 25 septembre 2019 19h00 | THW Kiel          | 31 – 23   | Meshkov Brest | Sparkassen-Arena, Kiel Affluence : 7 506 Arbitrage : Madsen, Mortensen |
| 25 septembre 2019 19h00 | Dahmke, Wiencek 5 | (13 – 12) | Marko Panić 6 | Sparkassen-Arena, Kiel Affluence : 7 506 Arbitrage : Madsen, Mortensen |
| 25 septembre 2019 19h00 | ×1                | Rapport   | ×1 ×2         | Sparkassen-Arena, Kiel Affluence : 7 506 Arbitrage : Madsen, Mortensen |

| 28 septembre 2019 20h00 | FC Porto        | 33 – 30   | KS Kielce   | Dragão Caixa, Porto Affluence : 1 701 Arbitrage : López, Ramírez |
| 28 septembre 2019 20h00 | António Areia 8 | (15 – 12) | Blaž Janc 7 | Dragão Caixa, Porto Affluence : 1 701 Arbitrage : López, Ramírez |
| 28 septembre 2019 20h00 | ×3 ×5           | Rapport   | ×2          | Dragão Caixa, Porto Affluence : 1 701 Arbitrage : López, Ramírez |

| 29 septembre 2019 17h00 | Motor Zaporijjia | 30 – 31   | Vardar Skopje     | Palais des sports de Iounost, Zaporijjia Affluence : 2 600 Arbitrage : Jurinović, Mrvica |
| 29 septembre 2019 17h00 | Igor Soroka 8    | (18 – 16) | Timour Dibirov 10 | Palais des sports de Iounost, Zaporijjia Affluence : 2 600 Arbitrage : Jurinović, Mrvica |
| 29 septembre 2019 17h00 | ×3 ×4 ×1         | Rapport   | ×2 ×3             | Palais des sports de Iounost, Zaporijjia Affluence : 2 600 Arbitrage : Jurinović, Mrvica |

| 29 septembre 2019 19h00 | Montpellier Handball | 23 – 18   | Veszprém KSE  | Sud de France Arena, Montpellier Affluence : 3 000 Arbitrage : Zotin, Volodkov |
| 29 septembre 2019 19h00 | Melvyn Richardson 8  | (11 – 10) | Kentin Mahé 5 | Sud de France Arena, Montpellier Affluence : 3 000 Arbitrage : Zotin, Volodkov |
| 29 septembre 2019 19h00 | ×3 ×2                | Rapport   | ×3            | Sud de France Arena, Montpellier Affluence : 3 000 Arbitrage : Zotin, Volodkov |

| 12 octobre 2019 17h30 | Vardar Skopje    | 20 – 31  | THW Kiel           | Centre sportif Yané Sandanski, Skopje Affluence : 5 500 Arbitrage : Brunner, Salah |
| 12 octobre 2019 17h30 | Timour Dibirov 5 | (4 – 16) | Duvnjak, Pekeler 6 | Centre sportif Yané Sandanski, Skopje Affluence : 5 500 Arbitrage : Brunner, Salah |
| 12 octobre 2019 17h30 | ×2 ×1            | Rapport  | ×2 ×3              | Centre sportif Yané Sandanski, Skopje Affluence : 5 500 Arbitrage : Brunner, Salah |

| 12 octobre 2019 18h00 | KS Kielce   | 27 – 29   | Montpellier Handball | Hala Legionów, Kielce Affluence : 4 199 Arbitrage : Gubica, Milošević |
| 12 octobre 2019 18h00 | Blaž Janc 7 | (12 – 14) | Soussi, Villeminot 6 | Hala Legionów, Kielce Affluence : 4 199 Arbitrage : Gubica, Milošević |
| 12 octobre 2019 18h00 | ×1 ×3       | Rapport   | ×2 ×3                | Hala Legionów, Kielce Affluence : 4 199 Arbitrage : Gubica, Milošević |

| 12 octobre 2019 18h30 | Meshkov Brest       | 33 – 31   | Motor Zaporijjia      | Sportshall Victoria, Brest Affluence : 2 700 Arbitrage : Jørum, Kleven |
| 12 octobre 2019 18h30 | William Accambray 6 | (16 – 19) | Aidenas Malašinskas 9 | Sportshall Victoria, Brest Affluence : 2 700 Arbitrage : Jørum, Kleven |
| 12 octobre 2019 18h30 | ×1 ×3               | Rapport   | ×1                    | Sportshall Victoria, Brest Affluence : 2 700 Arbitrage : Jørum, Kleven |

| 13 octobre 2019 15h00 | Veszprém KSE      | 38 – 28   | FC Porto          | Veszprém Aréna, Veszprém Affluence : 4 809 Arbitrage : Sondors, Līcis |
| 13 octobre 2019 15h00 | Andreas Nilsson 8 | (19 – 16) | Victor Iturriza 6 | Veszprém Aréna, Veszprém Affluence : 4 809 Arbitrage : Sondors, Līcis |
| 13 octobre 2019 15h00 | ×2 ×3             | Rapport   | ×3 ×2             | Veszprém Aréna, Veszprém Affluence : 4 809 Arbitrage : Sondors, Līcis |

| 19 octobre 2019 17h00 | Meshkov Brest       | 27 – 31  | KS Kielce           | Sportshall Victoria, Brest Affluence : 3 100 Arbitrage : Horáček, Novotný |
| 19 octobre 2019 17h00 | William Accambray 6 | (9 – 15) | Uladzislau Kulesh 6 | Sportshall Victoria, Brest Affluence : 3 100 Arbitrage : Horáček, Novotný |
| 19 octobre 2019 17h00 | ×2 ×5 ×1            | Rapport  | ×2 ×6               | Sportshall Victoria, Brest Affluence : 3 100 Arbitrage : Horáček, Novotný |

| 19 octobre 2019 17h15 | Montpellier Handball | 30 – 33   | THW Kiel         | Sud de France Arena, Montpellier Arbitrage : Mažeika, Gatelis |
| 19 octobre 2019 17h15 | Mathieu Grébille 8   | (16 – 17) | Lukas Nilsson 11 | Sud de France Arena, Montpellier Arbitrage : Mažeika, Gatelis |
| 19 octobre 2019 17h15 | ×3 ×2                | Rapport   | ×1               | Sud de France Arena, Montpellier Arbitrage : Mažeika, Gatelis |

| 19 octobre 2019 17h30 | Veszprém KSE   | 39 – 30   | Vardar Skopje    | Veszprém Aréna, Veszprém Arbitrage : Pichon, Reveret |
| 19 octobre 2019 17h30 | Rasmus Lauge 8 | (21 – 17) | Timour Dibirov 8 | Veszprém Aréna, Veszprém Arbitrage : Pichon, Reveret |
| 19 octobre 2019 17h30 | ×2 ×5 ×1       | Rapport   | ×5 ×2 ×1         | Veszprém Aréna, Veszprém Arbitrage : Pichon, Reveret |

| 19 octobre 2019 19h30 | FC Porto      | 35 – 35   | Motor Zaporijjia   | Dragão Caixa, Porto Affluence : 1 465 Arbitrage : Madsen, Mortensen |
| 19 octobre 2019 19h30 | André Gomes 8 | (15 – 15) | Barys Pukhouski 12 | Dragão Caixa, Porto Affluence : 1 465 Arbitrage : Madsen, Mortensen |
| 19 octobre 2019 19h30 | ×1 ×4         | Rapport   | ×3 ×6              | Dragão Caixa, Porto Affluence : 1 465 Arbitrage : Madsen, Mortensen |

| 2 novembre 2019 15h00 | KS Kielce          | 34 – 33   | Veszprém KSE   | Hala Legionów, Kielce Affluence : 4 200 Arbitrage : Gjeding, Hansen |
| 2 novembre 2019 15h00 | Alex Dujshebaev 11 | (17 – 17) | Dragan Gajić 7 | Hala Legionów, Kielce Affluence : 4 200 Arbitrage : Gjeding, Hansen |
| 2 novembre 2019 15h00 | ×2 ×5              | Rapport   | ×2 ×7          | Hala Legionów, Kielce Affluence : 4 200 Arbitrage : Gjeding, Hansen |

| 2 novembre 2019 19h30 | FC Porto          | 23 – 23   | Montpellier Handball | Dragão Caixa, Porto Affluence : 1 989 Arbitrage : López, Ramírez |
| 2 novembre 2019 19h30 | Victor Iturriza 4 | (11 – 10) | Gilberto Duarte 6    | Dragão Caixa, Porto Affluence : 1 989 Arbitrage : López, Ramírez |
| 2 novembre 2019 19h30 | ×4 ×1             | Rapport   | ×5 ×1                | Dragão Caixa, Porto Affluence : 1 989 Arbitrage : López, Ramírez |

| 3 novembre 2019 17h00 | Vardar Skopje       | 36 – 31   | Meshkov Brest     | Centre sportif Yané Sandanski, Skopje Affluence : 4 900 Arbitrage : Elíasson, Pálsson |
| 3 novembre 2019 17h00 | Dainis Krištopāns 9 | (19 – 17) | Mikita Vailupau 9 | Centre sportif Yané Sandanski, Skopje Affluence : 4 900 Arbitrage : Elíasson, Pálsson |
| 3 novembre 2019 17h00 | ×3 ×4               | Rapport   | ×3 ×8             | Centre sportif Yané Sandanski, Skopje Affluence : 4 900 Arbitrage : Elíasson, Pálsson |

| 3 novembre 2019 17h00 | Motor Zaporijjia   | 27 – 30   | THW Kiel          | Palais des sports de Iounost, Zaporijjia Affluence : 3 100 Arbitrage : Kurtagic, Wetterwik |
| 3 novembre 2019 17h00 | Jaanimaa, Soroka 5 | (13 – 15) | Harald Reinkind 7 | Palais des sports de Iounost, Zaporijjia Affluence : 3 100 Arbitrage : Kurtagic, Wetterwik |
| 3 novembre 2019 17h00 | ×2                 | Rapport   | ×1                | Palais des sports de Iounost, Zaporijjia Affluence : 3 100 Arbitrage : Kurtagic, Wetterwik |

| 9 novembre 2019 17h30 | Vardar Skopje | 28 – 28   | KS Kielce   | Centre sportif Yané Sandanski, Skopje Affluence : 4 900 Arbitrage : Schulze, Tönnies |
| 9 novembre 2019 17h30 | Staš Skube 7  | (17 – 16) | Blaž Janc 7 | Centre sportif Yané Sandanski, Skopje Affluence : 4 900 Arbitrage : Schulze, Tönnies |
| 9 novembre 2019 17h30 | ×2 ×4         | Rapport   | ×6          | Centre sportif Yané Sandanski, Skopje Affluence : 4 900 Arbitrage : Schulze, Tönnies |

| 9 novembre 2019 17h30 | Meshkov Brest     | 30 – 37   | Veszprém KSE     | Sportshall Victoria, Brest Affluence : 2 700 Arbitrage : Gubica, Milošević |
| 9 novembre 2019 17h30 | Mikita Vailupau 5 | (17 – 20) | Gajić, Nenadić 8 | Sportshall Victoria, Brest Affluence : 2 700 Arbitrage : Gubica, Milošević |
| 9 novembre 2019 17h30 | ×4                | Rapport   | ×1 ×2            | Sportshall Victoria, Brest Affluence : 2 700 Arbitrage : Gubica, Milošević |

| 10 novembre 2019 17h00 | Motor Zaporijjia | 25 – 26   | Montpellier Handball     | Palais des sports de Iounost, Zaporijjia Affluence : 2 670 Arbitrage : Lah, Sok |
| 10 novembre 2019 17h00 | Maxim Babichev 7 | (17 – 12) | Descat, Truchanovičius 5 | Palais des sports de Iounost, Zaporijjia Affluence : 2 670 Arbitrage : Lah, Sok |
| 10 novembre 2019 17h00 | ×3 ×5            | Rapport   | ×2 ×5                    | Palais des sports de Iounost, Zaporijjia Affluence : 2 670 Arbitrage : Lah, Sok |

| 10 novembre 2019 19h00 | THW Kiel        | 27 – 28   | FC Porto          | Sparkassen-Arena, Kiel Affluence : 8 011 Arbitrage : Jørum, Kleven |
| 10 novembre 2019 19h00 | Niclas Ekberg 7 | (14 – 13) | Victor Iturriza 6 | Sparkassen-Arena, Kiel Affluence : 8 011 Arbitrage : Jørum, Kleven |
| 10 novembre 2019 19h00 | ×1 ×3           | Rapport   | ×2 ×4 ×1          | Sparkassen-Arena, Kiel Affluence : 8 011 Arbitrage : Jørum, Kleven |

| 13 novembre 2019 20h00 | FC Porto          | 29 – 30   | THW Kiel                 | Dragão Caixa, Porto Affluence : 1 916 Arbitrage : Elíasson, Pálsson |
| 13 novembre 2019 20h00 | Victor Iturriza 6 | (16 – 14) | Magnus Landin Jacobsen 9 | Dragão Caixa, Porto Affluence : 1 916 Arbitrage : Elíasson, Pálsson |
| 13 novembre 2019 20h00 | ×3                | Rapport   | ×4                       | Dragão Caixa, Porto Affluence : 1 916 Arbitrage : Elíasson, Pálsson |

| 16 novembre 2019 17h30 | Veszprém KSE    | 31 – 25   | Meshkov Brest       | Veszprém Aréna, Veszprém Affluence : 5 019 Arbitrage : Brunovský, Čanda |
| 16 novembre 2019 17h30 | trois joueurs 5 | (14 – 14) | William Accambray 5 | Veszprém Aréna, Veszprém Affluence : 5 019 Arbitrage : Brunovský, Čanda |
| 16 novembre 2019 17h30 | ×1 ×4           | Rapport   | ×2 ×1               | Veszprém Aréna, Veszprém Affluence : 5 019 Arbitrage : Brunovský, Čanda |

| 16 novembre 2019 18h00 | KS Kielce          | 35 – 25   | Vardar Skopje    | Hala Legionów, Kielce Affluence : 4 200 Arbitrage : López, Ramírez |
| 16 novembre 2019 18h00 | Karačić, Karalek 6 | (17 – 14) | Timour Dibirov 9 | Hala Legionów, Kielce Affluence : 4 200 Arbitrage : López, Ramírez |
| 16 novembre 2019 18h00 | ×2 ×4              | Rapport   | ×1 ×2            | Hala Legionów, Kielce Affluence : 4 200 Arbitrage : López, Ramírez |

| 17 novembre 2019 19h00 | Montpellier Handball | 34 – 30   | Motor Zaporijjia | Palais des sports René-Bougnol, Montpellier Affluence : 3 000 Arbitrage : Pavićević, Ražnatović |
| 17 novembre 2019 19h00 | Descat, Lenne 8      | (16 – 15) | Igor Soroka 5    | Palais des sports René-Bougnol, Montpellier Affluence : 3 000 Arbitrage : Pavićević, Ražnatović |
| 17 novembre 2019 19h00 | ×1 ×4                | Rapport   | ×1 ×7            | Palais des sports René-Bougnol, Montpellier Affluence : 3 000 Arbitrage : Pavićević, Ražnatović |

| 20 novembre 2019 19h00 | THW Kiel        | 32 – 32   | Motor Zaporijjia   | Sparkassen-Arena, Kiel Affluence : 7 618 Arbitrage : Baďura, Ondogrecula |
| 20 novembre 2019 19h00 | Niclas Ekberg 9 | (16 – 17) | Barys Pukhouski 10 | Sparkassen-Arena, Kiel Affluence : 7 618 Arbitrage : Baďura, Ondogrecula |
| 20 novembre 2019 19h00 | ×2 ×1           | Rapport   | ×2 ×5              | Sparkassen-Arena, Kiel Affluence : 7 618 Arbitrage : Baďura, Ondogrecula |

| 23 novembre 2019 17h15 | Montpellier Handball  | 22 – 27   | FC Porto         | Palais des sports René-Bougnol, Montpellier Affluence : 3 010 Arbitrage : Jurinović, Mrvica |
| 23 novembre 2019 17h15 | Simonet, Villeminot 5 | (10 – 14) | Miguel Martins 7 | Palais des sports René-Bougnol, Montpellier Affluence : 3 010 Arbitrage : Jurinović, Mrvica |
| 23 novembre 2019 17h15 | ×2 ×1                 | Rapport   | ×2               | Palais des sports René-Bougnol, Montpellier Affluence : 3 010 Arbitrage : Jurinović, Mrvica |

| 23 novembre 2019 17h30 | Meshkov Brest      | 31 – 22   | Vardar Skopje      | Sportshall Victoria, Brest Affluence : 2 400 Arbitrage : Pavićević, Ražnatović |
| 23 novembre 2019 17h30 | Mikita Vailupau 12 | (12 – 13) | Stojanče Stoilov 6 | Sportshall Victoria, Brest Affluence : 2 400 Arbitrage : Pavićević, Ražnatović |
| 23 novembre 2019 17h30 | ×1 ×2              | Rapport   | ×2 ×3              | Sportshall Victoria, Brest Affluence : 2 400 Arbitrage : Pavićević, Ražnatović |

| 23 novembre 2019 17h30 | Veszprém KSE      | 28 – 24   | KS Kielce        | Veszprém Aréna, Veszprém Affluence : 5 125 Arbitrage : Mažeika, Gatelis |
| 23 novembre 2019 17h30 | Andreas Nilsson 5 | (13 – 15) | Artsem Karalek 6 | Veszprém Aréna, Veszprém Affluence : 5 125 Arbitrage : Mažeika, Gatelis |
| 23 novembre 2019 17h30 | ×2 ×8             | Rapport   | ×3               | Veszprém Aréna, Veszprém Affluence : 5 125 Arbitrage : Mažeika, Gatelis |

| 27 novembre 2019 18h00 | Motor Zaporijjia | 33 – 29   | FC Porto            | Palais des sports de Iounost, Zaporijjia Affluence : 1 800 Arbitrage : Boričič, Marković |
| 27 novembre 2019 18h00 | Igor Soroka 10   | (19 – 16) | Branquinho, Gomes 6 | Palais des sports de Iounost, Zaporijjia Affluence : 1 800 Arbitrage : Boričič, Marković |
| 27 novembre 2019 18h00 | ×2 ×5            | Rapport   | ×3 ×6 ×1            | Palais des sports de Iounost, Zaporijjia Affluence : 1 800 Arbitrage : Boričič, Marković |

| 30 novembre 2019 15h00 | KS Kielce   | 30 – 24   | Meshkov Brest       | Hala Legionów, Kielce Affluence : 4 200 Arbitrage : Kurtagic, Wetterwik |
| 30 novembre 2019 15h00 | Blaž Janc 7 | (12 – 11) | William Accambray 6 | Hala Legionów, Kielce Affluence : 4 200 Arbitrage : Kurtagic, Wetterwik |
| 30 novembre 2019 15h00 | ×3 ×6       | Rapport   | ×1 ×4               | Hala Legionów, Kielce Affluence : 4 200 Arbitrage : Kurtagic, Wetterwik |

| 30 novembre 2019 17h30 | THW Kiel       | 33 – 32   | Montpellier Handball | Sparkassen-Arena, Kiel Affluence : 9 318 Arbitrage : Horáček, Novotný |
| 30 novembre 2019 17h30 | Nikola Bilyk 8 | (16 – 19) | Valentin Porte 7     | Sparkassen-Arena, Kiel Affluence : 9 318 Arbitrage : Horáček, Novotný |
| 30 novembre 2019 17h30 | ×1 ×2          | Rapport   | ×2 ×8 ×1             | Sparkassen-Arena, Kiel Affluence : 9 318 Arbitrage : Horáček, Novotný |

| 1 décembre 2019 17h00 | Vardar Skopje | 29 – 38   | Veszprém KSE     | Centre sportif Yané Sandanski, Skopje Affluence : 5 500 Arbitrage : Madsen, Mortensen |
| 1 décembre 2019 17h00 | Pavel Atman 7 | (15 – 22) | Petar Nenadić 11 | Centre sportif Yané Sandanski, Skopje Affluence : 5 500 Arbitrage : Madsen, Mortensen |
| 1 décembre 2019 17h00 | ×2 ×1         | Rapport   | ×4 ×1            | Centre sportif Yané Sandanski, Skopje Affluence : 5 500 Arbitrage : Madsen, Mortensen |

| 5 février 2020 19h00 | THW Kiel        | 34 – 23   | Vardar Skopje       | Sparkassen-Arena, Kiel Affluence : 9 024 Arbitrage : Sondors, Līcis |
| 5 février 2020 19h00 | Niclas Ekberg 8 | (18 – 14) | Dainis Krištopāns 6 | Sparkassen-Arena, Kiel Affluence : 9 024 Arbitrage : Sondors, Līcis |
| 5 février 2020 19h00 | ×3              | Rapport   | ×3                  | Sparkassen-Arena, Kiel Affluence : 9 024 Arbitrage : Sondors, Līcis |

| 8 février 2020 16h00 | FC Porto           | 24 – 31  | Veszprém KSE   | Dragão Caixa, Porto Affluence : 1 726 Arbitrage : Erdoğan, Özdeniz |
| 8 février 2020 16h00 | Diogo Branquinho 6 | (9 – 14) | Vuko Borozan 7 | Dragão Caixa, Porto Affluence : 1 726 Arbitrage : Erdoğan, Özdeniz |
| 8 février 2020 16h00 | ×2 ×3 ×1           | Rapport  | ×1 ×3          | Dragão Caixa, Porto Affluence : 1 726 Arbitrage : Erdoğan, Özdeniz |

| 8 février 2020 17h15 | Montpellier Handball | 25 – 24   | KS Kielce        | Palais des sports René-Bougnol, Montpellier Affluence : 3 000 Arbitrage : Nikolić, Stojković |
| 8 février 2020 17h15 | Hugo Descat 10       | (12 – 14) | Kulesh, Moryto 5 | Palais des sports René-Bougnol, Montpellier Affluence : 3 000 Arbitrage : Nikolić, Stojković |
| 8 février 2020 17h15 | ×2 ×5                | Rapport   | ×1 ×4            | Palais des sports René-Bougnol, Montpellier Affluence : 3 000 Arbitrage : Nikolić, Stojković |

| 9 février 2020 17h00 | Motor Zaporijjia         | 33 – 36   | Meshkov Brest            | Palais des sports de Iounost, Zaporijjia Affluence : 2 250 Arbitrage : Vešović, Mitrović |
| 9 février 2020 17h00 | Malašinskas, Pukhouski 6 | (17 – 18) | Alexander Shkurinskiy 10 | Palais des sports de Iounost, Zaporijjia Affluence : 2 250 Arbitrage : Vešović, Mitrović |
| 9 février 2020 17h00 | ×2 ×5                    | Rapport   | ×1 ×2 ×1                 | Palais des sports de Iounost, Zaporijjia Affluence : 2 250 Arbitrage : Vešović, Mitrović |

| 12 février 2020 19h00 | THW Kiel        | 29 – 28   | Veszprém KSE       | Sparkassen-Arena, Kiel Affluence : 10 285 Arbitrage : Jurinović, Mrvica |
| 12 février 2020 19h00 | Niclas Ekberg 8 | (15 – 15) | Borozan, Nilsson 5 | Sparkassen-Arena, Kiel Affluence : 10 285 Arbitrage : Jurinović, Mrvica |
| 12 février 2020 19h00 | ×1              | Rapport   | ×3 ×2              | Sparkassen-Arena, Kiel Affluence : 10 285 Arbitrage : Jurinović, Mrvica |

| 15 février 2020 15h00 | KS Kielce         | 30 – 25   | FC Porto             | Hala Legionów, Kielce Affluence : 4 100 Arbitrage : Covalciuc, Covalciuc |
| 15 février 2020 15h00 | Alex Dujshebaev 7 | (12 – 12) | Magalhães, Martins 5 | Hala Legionów, Kielce Affluence : 4 100 Arbitrage : Covalciuc, Covalciuc |
| 15 février 2020 15h00 | ×2 ×1             | Rapport   | ×3 ×4                | Hala Legionów, Kielce Affluence : 4 100 Arbitrage : Covalciuc, Covalciuc |

| 15 février 2020 17h15 | Montpellier Handball | 30 – 26   | Meshkov Brest    | Palais des sports René-Bougnol, Montpellier Affluence : 3 000 Arbitrage : Brkic, Jusufhodzic |
| 15 février 2020 17h15 | Hugo Descat 11       | (16 – 14) | Maksim Baranau 5 | Palais des sports René-Bougnol, Montpellier Affluence : 3 000 Arbitrage : Brkic, Jusufhodzic |
| 15 février 2020 17h15 | ×2 ×3                | Rapport   | ×3               | Palais des sports René-Bougnol, Montpellier Affluence : 3 000 Arbitrage : Brkic, Jusufhodzic |

| 15 février 2020 17h30 | Vardar Skopje | 38 – 28   | Motor Zaporijjia  | Centre sportif Yané Sandanski, Skopje Affluence : 4 200 Arbitrage : Mažeika, Gatelis |
| 15 février 2020 17h30 | Staš Skube 8  | (16 – 11) | Barys Pukhouski 7 | Centre sportif Yané Sandanski, Skopje Affluence : 4 200 Arbitrage : Mažeika, Gatelis |
| 15 février 2020 17h30 | ×2 ×1         | Rapport   | ×3 ×4             | Centre sportif Yané Sandanski, Skopje Affluence : 4 200 Arbitrage : Mažeika, Gatelis |

| 20 février 2020 18h00 | Motor Zaporijjia   | 26 – 33   | KS Kielce        | Palais des sports de Iounost, Zaporijjia Affluence : 1 600 Arbitrage : Sondors, Līcis |
| 20 février 2020 18h00 | Artem Kozakevych 5 | (14 – 19) | Artsem Karalek 8 | Palais des sports de Iounost, Zaporijjia Affluence : 1 600 Arbitrage : Sondors, Līcis |
| 20 février 2020 18h00 | ×2 ×4              | Rapport   | ×1 ×5            | Palais des sports de Iounost, Zaporijjia Affluence : 1 600 Arbitrage : Sondors, Līcis |

| 22 février 2020 16h00 | FC Porto        | 30 – 22   | Vardar Skopje       | Dragão Caixa, Porto Affluence : 1 711 Arbitrage : Horváth, Marton |
| 22 février 2020 16h00 | trois joueurs 5 | (11 – 10) | Daniel Chichkarev 7 | Dragão Caixa, Porto Affluence : 1 711 Arbitrage : Horváth, Marton |
| 22 février 2020 16h00 | ×3 ×1           | Rapport   | ×2 ×3               | Dragão Caixa, Porto Affluence : 1 711 Arbitrage : Horváth, Marton |

| 22 février 2020 17h30 | Meshkov Brest      | 33 – 30   | THW Kiel        | Sportshall Victoria, Brest Affluence : 3 300 Arbitrage : Gasmi, Gasmi |
| 22 février 2020 17h30 | Mikita Vailupau 11 | (16 – 13) | Lukas Nilsson 8 | Sportshall Victoria, Brest Affluence : 3 300 Arbitrage : Gasmi, Gasmi |
| 22 février 2020 17h30 | ×1                 | Rapport   | ×1              | Sportshall Victoria, Brest Affluence : 3 300 Arbitrage : Gasmi, Gasmi |

| 23 février 2020 17h00 | Veszprém KSE   | 24 – 23   | Montpellier Handball | Veszprém Aréna, Veszprém Affluence : 5 019 Arbitrage : Kurtagic, Wetterwik |
| 23 février 2020 17h00 | Dragan Gajić 7 | (16 – 14) | Hugo Descat 6        | Veszprém Aréna, Veszprém Affluence : 5 019 Arbitrage : Kurtagic, Wetterwik |
| 23 février 2020 17h00 | ×1 ×3          | Rapport   | ×2 ×1                | Veszprém Aréna, Veszprém Affluence : 5 019 Arbitrage : Kurtagic, Wetterwik |

| 29 février 2020 17h30 | Vardar Skopje      | 27 – 31   | Montpellier Handball | Centre sportif Yané Sandanski, Skopje Affluence : 3 500 Arbitrage : Baďura, Ondogrecula |
| 29 février 2020 17h30 | Stojanče Stoilov 7 | (13 – 14) | Hugo Descat 8        | Centre sportif Yané Sandanski, Skopje Affluence : 3 500 Arbitrage : Baďura, Ondogrecula |
| 29 février 2020 17h30 | ×2                 | Rapport   | ×2                   | Centre sportif Yané Sandanski, Skopje Affluence : 3 500 Arbitrage : Baďura, Ondogrecula |

| 29 février 2020 17h30 | Motor Zaporijjia | 22 – 32  | Veszprém KSE   | Palais des sports de Iounost, Zaporijjia Affluence : 1 200 Arbitrage : Horáček, Novotný |
| 29 février 2020 17h30 | Zakhar Denysov 5 | (8 – 17) | Dragan Gajić 5 | Palais des sports de Iounost, Zaporijjia Affluence : 1 200 Arbitrage : Horáček, Novotný |
| 29 février 2020 17h30 | ×2               | Rapport  | ×2             | Palais des sports de Iounost, Zaporijjia Affluence : 1 200 Arbitrage : Horáček, Novotný |

| 29 février 2020 17h30 | Meshkov Brest | 32 – 35   | FC Porto       | Sportshall Victoria, Brest Affluence : 3 100 Arbitrage : Nikolić, Stojković |
| 29 février 2020 17h30 | Jaka Malus 10 | (13 – 17) | Miguel Alves 5 | Sportshall Victoria, Brest Affluence : 3 100 Arbitrage : Nikolić, Stojković |
| 29 février 2020 17h30 | ×3            | Rapport   | ×2 ×6          | Sportshall Victoria, Brest Affluence : 3 100 Arbitrage : Nikolić, Stojković |

| 29 février 2020 18h00 | KS Kielce         | 32 – 30   | THW Kiel        | Hala Legionów, Kielce Affluence : 4 200 Arbitrage : Nikolov, Nachevski |
| 29 février 2020 18h00 | Alex Dujshebaev 6 | (16 – 18) | Niclas Ekberg 8 | Hala Legionów, Kielce Affluence : 4 200 Arbitrage : Nikolov, Nachevski |
| 29 février 2020 18h00 | ×2 ×5             | Rapport   | ×1 ×5           | Hala Legionów, Kielce Affluence : 4 200 Arbitrage : Nikolov, Nachevski |

## Poules basses
Les deux premières équipes de chaque poule se qualifient pour des demi-finales de qualification en format croisé (premier contre deuxième de l'autre poule) à l'issue desquelles les vainqueurs sont qualifiés pour les huitièmes de finale. Les équipes classées de la 3e à la 6e place sont quant à elles éliminées.

### Groupe C
|   | Équipe               | Pts | J  | G | N | P | Bp  | Bc  | Diff | Dép |  | Résultats (dom.\ext.) |       |       |       |       |       |       |
| - | -------------------- | --- | -- | - | - | - | --- | --- | ---- | --- |  | --------------------- | ----- | ----- | ----- | ----- | ----- | ----- |
| 1 | Bidasoa Irun         | 15  | 10 | 6 | 3 | 1 | 297 | 246 | 51   | /   |  | Bidasoa Irun          |       | 32-32 | 39-23 | 27-27 | 34-19 | 26-25 |
| 2 | Sporting CP          | 14  | 10 | 6 | 2 | 2 | 309 | 266 | 43   | /   |  | Sporting CP           | 30-30 |       | 27-20 | 32-24 | 38-29 | 36-26 |
| 3 | IK Sävehof           | 12  | 10 | 6 | 0 | 4 | 268 | 278 | -10  | /   |  | IK Sävehof            | 24-33 | 29-24 |       | 30-29 | 28-22 | 25-24 |
| 4 | HT Tatran Prešov     | 7   | 10 | 3 | 1 | 6 | 260 | 279 | -19  | /   |  | HT Tatran Prešov      | 23-25 | 22-37 | 23-28 |       | 30-19 | 31-29 |
| 5 | Riihimäen Cocks      | 6   | 10 | 3 | 0 | 7 | 239 | 290 | -51  | +1  |  | Riihimäen Cocks       | 18-28 | 25-23 | 25-30 | 29-27 |       | 23-21 |
| 6 | RK Eurofarm Rabotnik | 6   | 10 | 3 | 0 | 7 | 265 | 279 | -14  | -1  |  | Eurofarm Rabotnik     | 25-23 | 29-30 | 32-31 | 23-24 | 31-30 |       |

Légende
- Qualifié pour les demi-finales de qualification
- Éliminé (3e à la 6e place)

| 11 septembre 2019 18h00 | Riihimäen Cocks       | 25 – 30   | IK Sävehof          | Cocks Areena, Riihimäki Affluence : 1 217 Arbitrage : Covalciuc, Covalciuc |
| 11 septembre 2019 18h00 | Lukyanchuk, Semenov 6 | (13 – 18) | William Bogojevic 8 | Cocks Areena, Riihimäki Affluence : 1 217 Arbitrage : Covalciuc, Covalciuc |
| 11 septembre 2019 18h00 | ×1 ×5                 | Rapport   | ×1 ×5               | Cocks Areena, Riihimäki Affluence : 1 217 Arbitrage : Covalciuc, Covalciuc |

| 14 septembre 2019 18h00 | Tatran Prešov   | 23 – 25   | Bidasoa Irun       | Tatran Handball Arena, Prešov Affluence : 2 425 Arbitrage : Andorka, Hucker |
| 14 septembre 2019 18h00 | Nino Grzentič 5 | (13 – 13) | Kauldi Odriozola 6 | Tatran Handball Arena, Prešov Affluence : 2 425 Arbitrage : Andorka, Hucker |
| 14 septembre 2019 18h00 | ×1 ×3           | Rapport   | ×1                 | Tatran Handball Arena, Prešov Affluence : 2 425 Arbitrage : Andorka, Hucker |

| 15 septembre 2019 17h00 | Eurofarm Rabotnik   | 29 – 30   | Sporting CP         | Sports Hall Boro Čurlevski, Bitola Affluence : 2 100 Arbitrage : Erdoğan, Özdeniz |
| 15 septembre 2019 17h00 | Jotić, Ostrouchko 5 | (16 – 15) | Valentin Ghionea 10 | Sports Hall Boro Čurlevski, Bitola Affluence : 2 100 Arbitrage : Erdoğan, Özdeniz |
| 15 septembre 2019 17h00 | ×1 ×2               | Rapport   | ×2                  | Sports Hall Boro Čurlevski, Bitola Affluence : 2 100 Arbitrage : Erdoğan, Özdeniz |

| 18 septembre 2019 19h00 | IK Sävehof          | 25 – 24   | Eurofarm Rabotnik | Partille Arena, Partille Affluence : 850 Arbitrage : Bolic, Hurich |
| 18 septembre 2019 19h00 | Karlsson, Sunajko 5 | (10 – 15) | Lovro Jotić 8     | Partille Arena, Partille Affluence : 850 Arbitrage : Bolic, Hurich |
| 18 septembre 2019 19h00 | ×1 ×3 ×1            | Rapport   | ×1 ×5             | Partille Arena, Partille Affluence : 850 Arbitrage : Bolic, Hurich |

| 21 septembre 2019 16h00 | Bidasoa Irun   | 34 – 19   | Riihimäen Cocks | Pabellón Polidapportivo Artaleku, Irun Affluence : 1 793 Arbitrage : Opava, Válek |
| 21 septembre 2019 16h00 | Mikel Zabala 5 | (17 – 11) | Nico Rönnberg 5 | Pabellón Polidapportivo Artaleku, Irun Affluence : 1 793 Arbitrage : Opava, Válek |
| 21 septembre 2019 16h00 | ×2             | Rapport   | ×2 ×3           | Pabellón Polidapportivo Artaleku, Irun Affluence : 1 793 Arbitrage : Opava, Válek |

| 21 septembre 2019 19h30 | Sporting CP     | 32 – 24   | Tatran Prešov | Pavilhão João Rocha, Lisbonne Affluence : 1 868 Arbitrage : Gousko, Repkin |
| 21 septembre 2019 19h30 | Frankis Marzo 5 | (17 – 14) | Lukáš Urban 5 | Pavilhão João Rocha, Lisbonne Affluence : 1 868 Arbitrage : Gousko, Repkin |
| 21 septembre 2019 19h30 | ×2 ×1           | Rapport   | ×2 ×3         | Pavilhão João Rocha, Lisbonne Affluence : 1 868 Arbitrage : Gousko, Repkin |

| 25 septembre 2019 18h00 | Riihimäen Cocks      | 29 – 27   | Tatran Prešov          | Cocks Areena, Riihimäki Affluence : 787 Arbitrage : Stark, Ştefan |
| 25 septembre 2019 18h00 | Rönnberg, Tamminen 7 | (15 – 12) | Javier Muñoz Cabezón 9 | Cocks Areena, Riihimäki Affluence : 787 Arbitrage : Stark, Ştefan |
| 25 septembre 2019 18h00 | ×3 ×6 ×1             | Rapport   | ×2 ×3                  | Cocks Areena, Riihimäki Affluence : 787 Arbitrage : Stark, Ştefan |

| 26 septembre 2019 19h00 | IK Sävehof            | 29 – 24   | Sporting CP     | Partille Arena, Partille Affluence : 800 Arbitrage : Manea, Iliescu |
| 26 septembre 2019 19h00 | Jonathan Edvardsson 6 | (13 – 10) | Araújo, Marzo 4 | Partille Arena, Partille Affluence : 800 Arbitrage : Manea, Iliescu |
| 26 septembre 2019 19h00 | ×3                    | Rapport   | ×2 ×3           | Partille Arena, Partille Affluence : 800 Arbitrage : Manea, Iliescu |

| 29 septembre 2019 12:10 | Bidasoa Irun         | 26 – 25   | Eurofarm Rabotnik      | Pabellón Polidapportivo Artaleku, Irun Affluence : 1 698 Arbitrage : Cindrić, Gonzurek |
| 29 septembre 2019 12:10 | Sergio de la Salud 8 | (11 – 14) | Vladislav Ostrouchko 9 | Pabellón Polidapportivo Artaleku, Irun Affluence : 1 698 Arbitrage : Cindrić, Gonzurek |
| 29 septembre 2019 12:10 | ×2 ×1                | Rapport   | ×2 ×3 ×1               | Pabellón Polidapportivo Artaleku, Irun Affluence : 1 698 Arbitrage : Cindrić, Gonzurek |

| 12 octobre 2019 18h30 | Tatran Prešov  | 23 – 28   | IK Sävehof     | Tatran Handball Arena, Prešov Arbitrage : Baumgart, Wild |
| 12 octobre 2019 18h30 | Javier Muñoz 8 | (10 – 16) | Gzim Salihi 11 | Tatran Handball Arena, Prešov Arbitrage : Baumgart, Wild |
| 12 octobre 2019 18h30 | ×3             | Rapport   | ×3             | Tatran Handball Arena, Prešov Arbitrage : Baumgart, Wild |

| 12 octobre 2019 19h30 | Sporting CP        | 30 – 30   | Bidasoa Irun            | Pavilhão João Rocha, Lisbonne Affluence : 1 653 Arbitrage : Gasmi, Gasmi |
| 12 octobre 2019 19h30 | Valentin Ghionea 7 | (16 – 17) | Rodrigo Salinas Muñoz 8 | Pavilhão João Rocha, Lisbonne Affluence : 1 653 Arbitrage : Gasmi, Gasmi |
| 12 octobre 2019 19h30 | ×1 ×3              | Rapport   | ×2 ×1                   | Pavilhão João Rocha, Lisbonne Affluence : 1 653 Arbitrage : Gasmi, Gasmi |

| 13 octobre 2019 17h00 | Eurofarm Rabotnik      | 31 – 30   | Riihimäen Cocks  | Sports Hall Boro Čurlevski, Bitola Affluence : 2 500 Arbitrage : Andorka, Hucker |
| 13 octobre 2019 17h00 | Vladislav Ostrouchko 8 | (17 – 13) | Teemu Tamminen 6 | Sports Hall Boro Čurlevski, Bitola Affluence : 2 500 Arbitrage : Andorka, Hucker |
| 13 octobre 2019 17h00 | ×2 ×4                  | Rapport   | ×2 ×4            | Sports Hall Boro Čurlevski, Bitola Affluence : 2 500 Arbitrage : Andorka, Hucker |

| 20 octobre 2019 12:10 | Bidasoa Irun | 39 – 23   | IK Sävehof     | Pabellón Polidapportivo Artaleku, Irun Affluence : 1 910 Arbitrage : Vešović, Mitrović |
| 20 octobre 2019 12:10 | Jon Azkue 8  | (21 – 12) | Adam Blanche 5 | Pabellón Polidapportivo Artaleku, Irun Affluence : 1 910 Arbitrage : Vešović, Mitrović |
| 20 octobre 2019 12:10 | ×3 ×2        | Rapport   | ×2 ×4          | Pabellón Polidapportivo Artaleku, Irun Affluence : 1 910 Arbitrage : Vešović, Mitrović |

| 20 octobre 2019 17h00 | Eurofarm Rabotnik      | 23 – 24   | Tatran Prešov  | Sports Hall Boro Čurlevski, Bitola Affluence : 3 000 Arbitrage : Leszczyński, Piechota |
| 20 octobre 2019 17h00 | Vladislav Ostrouchko 8 | (14 – 13) | Oliver Rábek 7 | Sports Hall Boro Čurlevski, Bitola Affluence : 3 000 Arbitrage : Leszczyński, Piechota |
| 20 octobre 2019 17h00 | ×2 ×4                  | Rapport   | ×3 ×4          | Sports Hall Boro Čurlevski, Bitola Affluence : 3 000 Arbitrage : Leszczyński, Piechota |

| 20 octobre 2019 17h00 | Riihimäen Cocks  | 25 – 23   | Sporting CP        | Cocks Areena, Riihimäki Affluence : 787 Arbitrage : Boričič, Marković |
| 20 octobre 2019 17h00 | Teemu Tamminen 6 | (12 – 11) | Valentin Ghionea 5 | Cocks Areena, Riihimäki Affluence : 787 Arbitrage : Boričič, Marković |
| 20 octobre 2019 17h00 | ×2 ×5 ×1         | Rapport   | ×1 ×3              | Cocks Areena, Riihimäki Affluence : 787 Arbitrage : Boričič, Marković |

| 2 novembre 2019 16h00 | IK Sävehof            | 24 – 33  | Bidasoa Irun      | Partille Arena, Partille Affluence : 1 284 Arbitrage : Konjičanin, Konjičanin |
| 2 novembre 2019 16h00 | Jonathan Edvardsson 5 | (9 – 20) | Esteban Salinas 5 | Partille Arena, Partille Affluence : 1 284 Arbitrage : Konjičanin, Konjičanin |
| 2 novembre 2019 16h00 | ×5                    | Rapport  | ×2 ×3 ×1          | Partille Arena, Partille Affluence : 1 284 Arbitrage : Konjičanin, Konjičanin |

| 2 novembre 2019 17h30 | Sporting CP      | 39 – 29   | Riihimäen Cocks   | Pavilhão João Rocha, Lisbonne Affluence : 1 205 Arbitrage : Bolic, Hurich |
| 2 novembre 2019 17h30 | Frankis Marzo 11 | (23 – 15) | Teemu Tamminen 11 | Pavilhão João Rocha, Lisbonne Affluence : 1 205 Arbitrage : Bolic, Hurich |
| 2 novembre 2019 17h30 | ×1 ×4            | Rapport   | ×1 ×5             | Pavilhão João Rocha, Lisbonne Affluence : 1 205 Arbitrage : Bolic, Hurich |

| 2 novembre 2019 18h00 | Tatran Prešov   | 31 – 29   | Eurofarm Rabotnik      | Tatran Handball Arena, Prešov Affluence : 1 124 Arbitrage : Gasmi, Gasmi |
| 2 novembre 2019 18h00 | Oliver Rábek 10 | (15 – 14) | Vladislav Ostrouchko 8 | Tatran Handball Arena, Prešov Affluence : 1 124 Arbitrage : Gasmi, Gasmi |
| 2 novembre 2019 18h00 | ×3              | Rapport   | ×2 ×5                  | Tatran Handball Arena, Prešov Affluence : 1 124 Arbitrage : Gasmi, Gasmi |

| 9 novembre 2019 16h00 | IK Sävehof                | 28 – 22  | Riihimäen Cocks  | Partille Arena, Partille Affluence : 1 592 Arbitrage : Cindrić, Gonzurek |
| 9 novembre 2019 16h00 | Christoffer Brännberger 6 | (12 – 8) | quatre joueurs 5 | Partille Arena, Partille Affluence : 1 592 Arbitrage : Cindrić, Gonzurek |
| 9 novembre 2019 16h00 | ×3 ×2                     | Rapport  | ×2 ×5            | Partille Arena, Partille Affluence : 1 592 Arbitrage : Cindrić, Gonzurek |

| 9 novembre 2019 16h00 | Bidasoa Irun       | 27 – 27   | Tatran Prešov  | Pabellón Polidapportivo Artaleku, Irun Affluence : 1 910 Arbitrage : Simone, Monitillo |
| 9 novembre 2019 16h00 | Léo Renaud-David 6 | (12 – 15) | Rábek, Urban 6 | Pabellón Polidapportivo Artaleku, Irun Affluence : 1 910 Arbitrage : Simone, Monitillo |
| 9 novembre 2019 16h00 | ×1 ×2              | Rapport   | ×1 ×5          | Pabellón Polidapportivo Artaleku, Irun Affluence : 1 910 Arbitrage : Simone, Monitillo |

| 9 novembre 2019 19h30 | Sporting CP   | 36 – 26   | Eurofarm Rabotnik | Pavilhão João Rocha, Lisbonne Affluence : 1 341 Arbitrage : Baumgart, Wild |
| 9 novembre 2019 19h30 | Tiago Rocha 7 | (17 – 11) | Lovro Jotić 8     | Pavilhão João Rocha, Lisbonne Affluence : 1 341 Arbitrage : Baumgart, Wild |
| 9 novembre 2019 19h30 | ×2            | Rapport   | ×3 ×4             | Pavilhão João Rocha, Lisbonne Affluence : 1 341 Arbitrage : Baumgart, Wild |

| 13 novembre 2019 18h00 | Tatran Prešov | 22 – 37   | Sporting CP        | Tatran Handball Arena, Prešov Affluence : 1 400 Arbitrage : Vešović, Mitrović |
| 13 novembre 2019 18h00 | Lukáš Urban 6 | (10 – 16) | Valentin Ghionea 8 | Tatran Handball Arena, Prešov Affluence : 1 400 Arbitrage : Vešović, Mitrović |
| 13 novembre 2019 18h00 | ×2 ×5         | Rapport   | ×1 ×4              | Tatran Handball Arena, Prešov Affluence : 1 400 Arbitrage : Vešović, Mitrović |

| 17 novembre 2019 17h00 | Eurofarm Rabotnik | 32 – 31   | IK Sävehof          | Sports Hall Boro Čurlevski, Bitola Affluence : 2 000 Arbitrage : Nabokau, Kulik |
| 17 novembre 2019 17h00 | trois joueurs 6   | (18 – 12) | William Bogojevic 9 | Sports Hall Boro Čurlevski, Bitola Affluence : 2 000 Arbitrage : Nabokau, Kulik |
| 17 novembre 2019 17h00 | ×2                | Rapport   | ×2 ×4               | Sports Hall Boro Čurlevski, Bitola Affluence : 2 000 Arbitrage : Nabokau, Kulik |

| 17 novembre 2019 17h00 | Riihimäen Cocks  | 18 – 28  | Bidasoa Irun              | Cocks Areena, Riihimäki Affluence : 757 Arbitrage : Manea, Iliescu |
| 17 novembre 2019 17h00 | Teemu Tamminen 5 | (9 – 12) | Odriozola, Renaud-David 7 | Cocks Areena, Riihimäki Affluence : 757 Arbitrage : Manea, Iliescu |
| 17 novembre 2019 17h00 | ×2 ×5            | Rapport  | ×1                        | Cocks Areena, Riihimäki Affluence : 757 Arbitrage : Manea, Iliescu |

| 20 novembre 2019 18h00 | Riihimäen Cocks  | 23 – 21   | Eurofarm Rabotnik | Cocks Areena, Riihimäki Affluence : 575 Arbitrage : Backović, Palačković |
| 20 novembre 2019 18h00 | Teemu Tamminen 6 | (13 – 13) | Lovro Jotić 5     | Cocks Areena, Riihimäki Affluence : 575 Arbitrage : Backović, Palačković |
| 20 novembre 2019 18h00 | ×2 ×5            | Rapport   | ×3                | Cocks Areena, Riihimäki Affluence : 575 Arbitrage : Backović, Palačković |

| 23 novembre 2019 16h00 | IK Sävehof           | 30 – 29   | Tatran Prešov           | Partille Arena, Partille Affluence : 1 012 Arbitrage : Vitaku, Vitaku |
| 23 novembre 2019 16h00 | William Bogojevic 12 | (16 – 16) | Titouan Afanou Gatine 7 | Partille Arena, Partille Affluence : 1 012 Arbitrage : Vitaku, Vitaku |
| 23 novembre 2019 16h00 | ×2 ×3                | Rapport   | ×2                      | Partille Arena, Partille Affluence : 1 012 Arbitrage : Vitaku, Vitaku |

| 23 novembre 2019 16h00 | Bidasoa Irun       | 32 – 32   | Sporting CP     | Pabellón Polidapportivo Artaleku, Irun Affluence : 1 925 Arbitrage : Madsen, Mortensen |
| 23 novembre 2019 16h00 | Kauldi Odriozola 8 | (16 – 16) | Frankis Marzo 9 | Pabellón Polidapportivo Artaleku, Irun Affluence : 1 925 Arbitrage : Madsen, Mortensen |
| 23 novembre 2019 16h00 | ×2                 | Rapport   | ×5              | Pabellón Polidapportivo Artaleku, Irun Affluence : 1 925 Arbitrage : Madsen, Mortensen |

| 30 novembre 2019 17h30 | Eurofarm Rabotnik      | 25 – 23   | Bidasoa Irun | Sports Hall Boro Čurlevski, Bitola Affluence : 1 950 Arbitrage : Brkic, Jusufhodzic |
| 30 novembre 2019 17h30 | Vladislav Ostrouchko 8 | (14 – 15) | Rudy Seri 9  | Sports Hall Boro Čurlevski, Bitola Affluence : 1 950 Arbitrage : Brkic, Jusufhodzic |
| 30 novembre 2019 17h30 | ×2 ×3                  | Rapport   | ×2           | Sports Hall Boro Čurlevski, Bitola Affluence : 1 950 Arbitrage : Brkic, Jusufhodzic |

| 30 novembre 2019 18h00 | Sporting CP  | 27 – 20  | IK Sävehof           | Pavilhão João Rocha, Lisbonne Affluence : 2 564 Arbitrage : Zotin, Volodkov |
| 30 novembre 2019 18h00 | Luís Frade 6 | (14 – 9) | Sebastian Karlsson 5 | Pavilhão João Rocha, Lisbonne Affluence : 2 564 Arbitrage : Zotin, Volodkov |
| 30 novembre 2019 18h00 | ×1 ×3        | Rapport  | ×3 ×2                | Pavilhão João Rocha, Lisbonne Affluence : 2 564 Arbitrage : Zotin, Volodkov |

| 30 novembre 2019 18h00 | Tatran Prešov  | 30 – 19   | Riihimäen Cocks  | Tatran Handball Arena, Prešov Affluence : 1 026 Arbitrage : Jerlecki, Labun |
| 30 novembre 2019 18h00 | Javier Muñoz 8 | (15 – 11) | Teemu Tamminen 8 | Tatran Handball Arena, Prešov Affluence : 1 026 Arbitrage : Jerlecki, Labun |
| 30 novembre 2019 18h00 | ×1 ×5          | Rapport   | ×3 ×5            | Tatran Handball Arena, Prešov Affluence : 1 026 Arbitrage : Jerlecki, Labun |

### Groupe D
|   | Équipe               | Pts | J  | G | N | P | Bp  | Bc  | Diff | Dép |  | Résultats (dom.\ext.) |       |       |       |       |       |       |
| - | -------------------- | --- | -- | - | - | - | --- | --- | ---- | --- |  | --------------------- | ----- | ----- | ----- | ----- | ----- | ----- |
| 1 | Dinamo Bucarest      | 17  | 10 | 7 | 3 | 0 | 298 | 256 | 42   | /   |  | Dinamo Bucarest       |       | 29-20 | 35-28 | 28-25 | 34-23 | 27-26 |
| 2 | Wisła Płock          | 11  | 10 | 5 | 1 | 4 | 267 | 260 | 7    | /   |  | Wisła Płock           | 26-26 |       | 27-24 | 36-29 | 34-28 | 27-23 |
| 3 | GOG Håndbold         | 9   | 10 | 4 | 1 | 5 | 310 | 319 | -9   | /   |  | GOG Håndbold          | 31-32 | 28-27 |       | 37-37 | 38-31 | 35-30 |
| 4 | IFK Kristianstad     | 9   | 10 | 3 | 3 | 4 | 283 | 298 | -15  | /   |  | IFK Kristianstad      | 29-29 | 24-20 | 24-33 |       | 36-28 | 24-24 |
| 5 | Medvedi Tchekhov     | 8   | 10 | 4 | 0 | 6 | 280 | 308 | -28  | /   |  | Medvedi Tchekhov      | 20-30 | 25-23 | 36-28 | 37-26 |       | 29-27 |
| 6 | Kadetten Schaffhouse | 6   | 10 | 2 | 2 | 6 | 280 | 277 | 3    | /   |  | Kadetten Schaffhouse  | 28-28 | 24-27 | 40-28 | 26-29 | 32-23 |       |

Légende
- Qualifié pour les demi-finales de qualification
- Éliminé (3e à la 6e place)

| 12 septembre 2019 20h15 | Kadetten Schaffhouse | 28 – 28   | Dinamo Bucarest  | BBC-Arena, Schaffhouse Affluence : 873 Arbitrage : Baumgart, Wild |
| 12 septembre 2019 20h15 | Maros, Šešum 6       | (14 – 15) | Bannour, Kuduz 5 | BBC-Arena, Schaffhouse Affluence : 873 Arbitrage : Baumgart, Wild |
| 12 septembre 2019 20h15 | ×3 ×4                | Rapport   | ×2 ×4 ×1         | BBC-Arena, Schaffhouse Affluence : 873 Arbitrage : Baumgart, Wild |

| 14 septembre 2019 15h00 | Medvedi Tchekhov          | 25 – 23 | Wisła Płock     | Olimpiysky Sport Palace, Tchekhov Affluence : 1 800 Arbitrage : Baďura, Ondogrecula |
| 14 septembre 2019 15h00 | Kisselev (en), Santalov 6 | (9 – 7) | Jerko Matulić 5 | Olimpiysky Sport Palace, Tchekhov Affluence : 1 800 Arbitrage : Baďura, Ondogrecula |
| 14 septembre 2019 15h00 | ×1 ×2                     | Rapport | ×3 ×5           | Olimpiysky Sport Palace, Tchekhov Affluence : 1 800 Arbitrage : Baďura, Ondogrecula |

| 15 septembre 2019 17h00 | IFK Kristianstad       | 24 – 33   | GOG Håndbold    | Kristianstad Arena, Kristianstad Affluence : 3 382 Arbitrage : Jørum, Kleven |
| 15 septembre 2019 17h00 | Teitur Örn Einarsson 6 | (14 – 17) | Emil Jakobsen 8 | Kristianstad Arena, Kristianstad Affluence : 3 382 Arbitrage : Jørum, Kleven |
| 15 septembre 2019 17h00 | ×1 ×2                  | Rapport   | ×1 ×2           | Kristianstad Arena, Kristianstad Affluence : 3 382 Arbitrage : Jørum, Kleven |

| 18 septembre 2019 17h00 | Dinamo Bucarest       | 28 – 25   | IFK Kristianstad | Dinamo Polyvalent Hall, Bucarest Affluence : 2 000 Arbitrage : Álvarez, Bustamante |
| 18 septembre 2019 17h00 | Alexandru Asoltanei 6 | (13 – 10) | Anton Halén 5    | Dinamo Polyvalent Hall, Bucarest Affluence : 2 000 Arbitrage : Álvarez, Bustamante |
| 18 septembre 2019 17h00 | ×5                    | Rapport   | ×2 ×5            | Dinamo Polyvalent Hall, Bucarest Affluence : 2 000 Arbitrage : Álvarez, Bustamante |

| 21 septembre 2019 15h00 | Wisła Płock       | 27 – 23   | Kadetten Schaffhouse | Orlen Arena, Płock Affluence : 2 540 Arbitrage : Boričič, Marković |
| 21 septembre 2019 15h00 | Philip Stenmalm 5 | (16 – 12) | Sebastian Frimmel 4  | Orlen Arena, Płock Affluence : 2 540 Arbitrage : Boričič, Marković |
| 21 septembre 2019 15h00 | ×3 ×5             | Rapport   | ×2 ×3                | Orlen Arena, Płock Affluence : 2 540 Arbitrage : Boričič, Marković |

| 22 septembre 2019 15h10 | GOG Håndbold      | 38 – 31   | Medvedi Tchekhov                | Arena Fyn, Odense Affluence : 3 245 Arbitrage : Konjičanin, Konjičanin |
| 22 septembre 2019 15h10 | Møller, Tilsted 6 | (20 – 15) | Sergueï Kossorotov (handball) 5 | Arena Fyn, Odense Affluence : 3 245 Arbitrage : Konjičanin, Konjičanin |
| 22 septembre 2019 15h10 | ×2 ×7             | Rapport   | ×2 ×5                           | Arena Fyn, Odense Affluence : 3 245 Arbitrage : Konjičanin, Konjičanin |

| 25 septembre 2019 18h00 | Dinamo Bucarest  | 35 – 28   | GOG Håndbold    | Dinamo Polyvalent Hall, Bucarest Affluence : 2 200 Arbitrage : Sondors, Līcis |
| 25 septembre 2019 18h00 | Amine Bannour 11 | (17 – 12) | Emil Jakobsen 8 | Dinamo Polyvalent Hall, Bucarest Affluence : 2 200 Arbitrage : Sondors, Līcis |
| 25 septembre 2019 18h00 | ×2 ×5            | Rapport   | ×2              | Dinamo Polyvalent Hall, Bucarest Affluence : 2 200 Arbitrage : Sondors, Līcis |

| 29 septembre 2019 17h30 | Wisła Płock             | 36 – 29   | IFK Kristianstad      | Orlen Arena, Płock Affluence : 2 500 Arbitrage : Mitrevski, Todorovski |
| 29 septembre 2019 17h30 | Konstantine Igropoulo 6 | (19 – 13) | Ólafur Guðmundsson 12 | Orlen Arena, Płock Affluence : 2 500 Arbitrage : Mitrevski, Todorovski |
| 29 septembre 2019 17h30 | ×2 ×5                   | Rapport   | ×2 ×3                 | Orlen Arena, Płock Affluence : 2 500 Arbitrage : Mitrevski, Todorovski |

| 29 septembre 2019 19h00 | Kadetten Schaffhouse | 32 – 23   | Medvedi Tchekhov  | BBC-Arena, Schaffhouse Affluence : 839 Arbitrage : Vešović, Mitrović |
| 29 septembre 2019 19h00 | Gerbl, Šešum 5       | (15 – 10) | Alexandre Kotov 4 | BBC-Arena, Schaffhouse Affluence : 839 Arbitrage : Vešović, Mitrović |
| 29 septembre 2019 19h00 | ×2                   | Rapport   | ×2 ×6 ×1          | BBC-Arena, Schaffhouse Affluence : 839 Arbitrage : Vešović, Mitrović |

| 10 octobre 2019 19h00 | IFK Kristianstad     | 24 – 24   | Kadetten Schaffhouse | Kristianstad Arena, Kristianstad Affluence : 3 042 Arbitrage : Brunovský, Čanda |
| 10 octobre 2019 19h00 | Ólafur Guðmundsson 9 | (11 – 15) | Gábor Császár 7      | Kristianstad Arena, Kristianstad Affluence : 3 042 Arbitrage : Brunovský, Čanda |
| 10 octobre 2019 19h00 | ×2 ×1                | Rapport   | ×2 ×3                | Kristianstad Arena, Kristianstad Affluence : 3 042 Arbitrage : Brunovský, Čanda |

| 12 octobre 2019 15h00 | Medvedi Tchekhov | 20 – 30   | Dinamo Bucarest | Olimpiysky Sport Palace, Tchekhov Affluence : 1 020 Arbitrage : Erdoğan, Özdeniz |
| 12 octobre 2019 15h00 | trois joueurs 4  | (10 – 16) | Ante Kuduz 6    | Olimpiysky Sport Palace, Tchekhov Affluence : 1 020 Arbitrage : Erdoğan, Özdeniz |
| 12 octobre 2019 15h00 | ×2 ×3 ×1         | Rapport   | ×1 ×7           | Olimpiysky Sport Palace, Tchekhov Affluence : 1 020 Arbitrage : Erdoğan, Özdeniz |

| 13 octobre 2019 16h50 | GOG Håndbold    | 28 – 27   | Wisła Płock        | Arena Fyn, Odense Affluence : 3 642 Arbitrage : Covalciuc, Covalciuc |
| 13 octobre 2019 16h50 | Emil Jakobsen 7 | (16 – 14) | Igropoulo, Mihić 5 | Arena Fyn, Odense Affluence : 3 642 Arbitrage : Covalciuc, Covalciuc |
| 13 octobre 2019 16h50 | ×2 ×4           | Rapport   | ×2 ×6              | Arena Fyn, Odense Affluence : 3 642 Arbitrage : Covalciuc, Covalciuc |

| 19 octobre 2019 18h00 | IFK Kristianstad | 36 – 28   | Medvedi Tchekhov  | Kristianstad Arena, Kristianstad Affluence : 3 116 Arbitrage : Caçador, Nicolau |
| 19 octobre 2019 18h00 | Adam Nyfjäll 8   | (19 – 13) | Alexandre Kotov 5 | Kristianstad Arena, Kristianstad Affluence : 3 116 Arbitrage : Caçador, Nicolau |
| 19 octobre 2019 18h00 | ×2 ×5            | Rapport   | ×1 ×2             | Kristianstad Arena, Kristianstad Affluence : 3 116 Arbitrage : Caçador, Nicolau |

| 20 octobre 2019 15h10 | GOG Håndbold    | 35 – 30   | Kadetten Schaffhouse | Arena Fyn, Odense Affluence : 3 845 Arbitrage : Álvarez, Bustamante |
| 20 octobre 2019 15h10 | Emil Jakobsen 7 | (18 – 15) | Jonas Schelker 7     | Arena Fyn, Odense Affluence : 3 845 Arbitrage : Álvarez, Bustamante |
| 20 octobre 2019 15h10 | ×2 ×4           | Rapport   | ×1 ×6                | Arena Fyn, Odense Affluence : 3 845 Arbitrage : Álvarez, Bustamante |

| 20 octobre 2019 16h00 | Wisła Płock       | 26 – 26   | Dinamo Bucarest        | Orlen Arena, Płock Affluence : 3 500 Arbitrage : Horváth, Marton |
| 20 octobre 2019 16h00 | Mihić, Mindegía 7 | (13 – 12) | Andrei Nicușor Negru 5 | Orlen Arena, Płock Affluence : 3 500 Arbitrage : Horváth, Marton |
| 20 octobre 2019 16h00 | ×2 ×5             | Rapport   | ×3 ×6                  | Orlen Arena, Płock Affluence : 3 500 Arbitrage : Horváth, Marton |

| 30 octobre 2019 18h00 | Dinamo Bucarest  | 29 – 20   | Wisła Płock   | Dinamo Polyvalent Hall, Bucarest Affluence : 2 100 Arbitrage : Pandžić, Mošorinski |
| 30 octobre 2019 18h00 | Alouini, Kuduz 6 | (13 – 10) | Žiga Mlakar 5 | Dinamo Polyvalent Hall, Bucarest Affluence : 2 100 Arbitrage : Pandžić, Mošorinski |
| 30 octobre 2019 18h00 | ×1 ×3            | Rapport   | ×3 ×8         | Dinamo Polyvalent Hall, Bucarest Affluence : 2 100 Arbitrage : Pandžić, Mošorinski |

| 31 octobre 2019 20h15 | Kadetten Schaffhouse | 40 – 28   | GOG Håndbold     | BBC-Arena, Schaffhouse Affluence : 1 212 Arbitrage : Mitrevski, Todorovski |
| 31 octobre 2019 20h15 | Gábor Császár 16     | (18 – 11) | Mathias Gidsel 6 | BBC-Arena, Schaffhouse Affluence : 1 212 Arbitrage : Mitrevski, Todorovski |
| 31 octobre 2019 20h15 | ×2 ×6                | Rapport   | ×3 ×6            | BBC-Arena, Schaffhouse Affluence : 1 212 Arbitrage : Mitrevski, Todorovski |

| 2 novembre 2019 15h00 | Medvedi Tchekhov | 37 – 26   | IFK Kristianstad | Olimpiysky Sport Palace, Tchekhov Affluence : 1 500 Arbitrage : Leandersson, Lindroos |
| 2 novembre 2019 15h00 | Dmitriy Kornev 7 | (20 – 16) | Ehn, Einarsson 5 | Olimpiysky Sport Palace, Tchekhov Affluence : 1 500 Arbitrage : Leandersson, Lindroos |
| 2 novembre 2019 15h00 | ×2 ×4            | Rapport   | ×2 ×3            | Olimpiysky Sport Palace, Tchekhov Affluence : 1 500 Arbitrage : Leandersson, Lindroos |

| 6 novembre 2019 17h15 | Dinamo Bucarest | 27 – 26   | Kadetten Schaffhouse | Dinamo Polyvalent Hall, Bucarest Affluence : 2 023 Arbitrage : Bounouara, Sami |
| 6 novembre 2019 17h15 | Ante Kuduz 10   | (15 – 14) | Gábor Császár 6      | Dinamo Polyvalent Hall, Bucarest Affluence : 2 023 Arbitrage : Bounouara, Sami |
| 6 novembre 2019 17h15 | ×2 ×4           | Rapport   | ×1 ×7                | Dinamo Polyvalent Hall, Bucarest Affluence : 2 023 Arbitrage : Bounouara, Sami |

| 10 novembre 2019 15h10 | GOG Håndbold   | 37 – 37   | IFK Kristianstad | Arena Fyn, Odense Affluence : 3 656 Arbitrage : Mandák, Rudinský |
| 10 novembre 2019 15h10 | Lasse Møller 7 | (15 – 19) | Adam Nyfjäll 8   | Arena Fyn, Odense Affluence : 3 656 Arbitrage : Mandák, Rudinský |
| 10 novembre 2019 15h10 | ×3             | Rapport   | ×3 ×4 ×1         | Arena Fyn, Odense Affluence : 3 656 Arbitrage : Mandák, Rudinský |

| 10 novembre 2019 18h00 | Wisła Płock      | 34 – 28   | Medvedi Tchekhov | Orlen Arena, Płock Affluence : 3 200 Arbitrage : Tzaferopoulos, Bethmann |
| 10 novembre 2019 18h00 | Niko Mindegía 10 | (18 – 15) | Kirill Kotov 6   | Orlen Arena, Płock Affluence : 3 200 Arbitrage : Tzaferopoulos, Bethmann |
| 10 novembre 2019 18h00 | ×3 ×5            | Rapport   | ×1 ×3            | Orlen Arena, Płock Affluence : 3 200 Arbitrage : Tzaferopoulos, Bethmann |

| 13 novembre 2019 19h00 | IFK Kristianstad | 29 – 29   | Dinamo Bucarest | Kristianstad Arena, Kristianstad Affluence : 3 402 Arbitrage : Bolic, Hurich |
| 13 novembre 2019 19h00 | huit joueurs 3   | (16 – 17) | Ante Kuduz 6    | Kristianstad Arena, Kristianstad Affluence : 3 402 Arbitrage : Bolic, Hurich |
| 13 novembre 2019 19h00 | ×1 ×2            | Rapport   | ×1 ×5           | Kristianstad Arena, Kristianstad Affluence : 3 402 Arbitrage : Bolic, Hurich |

| 16 novembre 2019 14h00 | Medvedi Tchekhov   | 36 – 28   | GOG Håndbold            | Olimpiysky Sport Palace, Tchekhov Affluence : 1 750 Arbitrage : Andorka, Hucker |
| 16 novembre 2019 14h00 | Dmitrii Santalov 8 | (15 – 18) | Jakobsen, Ríkharðsson 7 | Olimpiysky Sport Palace, Tchekhov Affluence : 1 750 Arbitrage : Andorka, Hucker |
| 16 novembre 2019 14h00 | ×2 ×7 ×1           | Rapport   | ×1 ×5                   | Olimpiysky Sport Palace, Tchekhov Affluence : 1 750 Arbitrage : Andorka, Hucker |

| 17 novembre 2019 19h00 | Kadetten Schaffhouse | 24 – 27   | Wisła Płock    | BBC-Arena, Schaffhouse Affluence : 1 165 Arbitrage : Erdoğan, Özdeniz |
| 17 novembre 2019 19h00 | Žarko Šešum 6        | (11 – 10) | Zoltán Szita 5 | BBC-Arena, Schaffhouse Affluence : 1 165 Arbitrage : Erdoğan, Özdeniz |
| 17 novembre 2019 19h00 | ×2 ×4                | Rapport   | ×4 ×6          | BBC-Arena, Schaffhouse Affluence : 1 165 Arbitrage : Erdoğan, Özdeniz |

| 20 novembre 2019 18h00 | Dinamo Bucarest | 34 – 23   | Medvedi Tchekhov         | Dinamo Polyvalent Hall, Bucarest Affluence : 2 100 Arbitrage : Budzák, Záhradník |
| 20 novembre 2019 18h00 | Amine Bannour 7 | (15 – 13) | A. Kotov, Ostashchenko 5 | Dinamo Polyvalent Hall, Bucarest Affluence : 2 100 Arbitrage : Budzák, Záhradník |
| 20 novembre 2019 18h00 | ×3 ×5           | Rapport   | ×2                       | Dinamo Polyvalent Hall, Bucarest Affluence : 2 100 Arbitrage : Budzák, Záhradník |

| 23 novembre 2019 15h00 | Wisła Płock     | 27 – 24   | GOG Håndbold   | Orlen Arena, Płock Affluence : 3 900 Arbitrage : Cindrić, Gonzurek |
| 23 novembre 2019 15h00 | Niko Mindegía 7 | (11 – 13) | Lasse Møller 7 | Orlen Arena, Płock Affluence : 3 900 Arbitrage : Cindrić, Gonzurek |
| 23 novembre 2019 15h00 | ×3              | Rapport   | ×2             | Orlen Arena, Płock Affluence : 3 900 Arbitrage : Cindrić, Gonzurek |

| 24 novembre 2019 19h00 | Kadetten Schaffhouse | 26 – 29   | IFK Kristianstad     | BBC-Arena, Schaffhouse Affluence : 916 Arbitrage : Konjičanin, Konjičanin |
| 24 novembre 2019 19h00 | quatre joueurs 4     | (15 – 15) | Ólafur Guðmundsson 8 | BBC-Arena, Schaffhouse Affluence : 916 Arbitrage : Konjičanin, Konjičanin |
| 24 novembre 2019 19h00 | ×2 ×4                | Rapport   | ×2 ×4                | BBC-Arena, Schaffhouse Affluence : 916 Arbitrage : Konjičanin, Konjičanin |

| 27 novembre 2019 19h00 | IFK Kristianstad  | 24 – 20  | Wisła Płock   | Kristianstad Arena, Kristianstad Affluence : 3 036 Arbitrage : Andorka, Hucker |
| 27 novembre 2019 19h00 | Valter Chrintz 10 | (15 – 9) | Žiga Mlakar 7 | Kristianstad Arena, Kristianstad Affluence : 3 036 Arbitrage : Andorka, Hucker |
| 27 novembre 2019 19h00 | ×1 ×2             | Rapport  | ×4 ×2         | Kristianstad Arena, Kristianstad Affluence : 3 036 Arbitrage : Andorka, Hucker |

| 30 novembre 2019 14h00 | Medvedi Tchekhov | 29 – 27   | Kadetten Schaffhouse | Olimpiysky Sport Palace, Tchekhov Affluence : 1 700 Arbitrage : Opava, Válek |
| 30 novembre 2019 14h00 | Kirill Kotov 7   | (14 – 14) | Sebastian Frimmel 8  | Olimpiysky Sport Palace, Tchekhov Affluence : 1 700 Arbitrage : Opava, Válek |
| 30 novembre 2019 14h00 | ×3 ×1            | Rapport   | ×3 ×4                | Olimpiysky Sport Palace, Tchekhov Affluence : 1 700 Arbitrage : Opava, Válek |

| 1 décembre 2019 16h50 | GOG Håndbold  | 31 – 32   | Dinamo Bucarest | Arena Fyn, Odense Affluence : 2 607 Arbitrage : Schulze, Tönnies |
| 1 décembre 2019 16h50 | Emil Lærke 10 | (16 – 18) | Amine Bannour 9 | Arena Fyn, Odense Affluence : 2 607 Arbitrage : Schulze, Tönnies |
| 1 décembre 2019 16h50 | ×2 ×5         | Rapport   | ×1 ×4           | Arena Fyn, Odense Affluence : 2 607 Arbitrage : Schulze, Tönnies |

### Demi-finales de qualification
Le vainqueur de chacune des deux demi-finales de qualification obtient sa qualification pour les huitièmes de finale :
| Match | Club        | Aller      | Aller   | Score total | Retour  | Retour     | Club            |
| Match | Club        | Date       | Score   | Score total | Score   | Date       | Club            |
| ----- | ----------- | ---------- | ------- | ----------- | ------- | ---------- | --------------- |
| K1    | Sporting CP | 22 février | 25 - 26 | 49 - 52     | 24 - 26 | 1er mars   | Dinamo Bucarest |
| K2    | Wisła Płock | 22 février | 32 - 25 | 51 - 49     | 19 - 24 | 29 février | Bidasoa Irun    |

| 22 février 2020 19h30 | Sporting CP        | 25 – 26  | Dinamo Bucarest | Pavilhão João Rocha, Lisbonne Affluence : 2 468 Arbitrage : Jørum, Kleven |
| 22 février 2020 19h30 | Valentin Ghionea 8 | (9 – 13) | Ante Kuduz 7    | Pavilhão João Rocha, Lisbonne Affluence : 2 468 Arbitrage : Jørum, Kleven |
| 22 février 2020 19h30 | ×1 ×4              | Rapport  | ×2 ×5           | Pavilhão João Rocha, Lisbonne Affluence : 2 468 Arbitrage : Jørum, Kleven |

| 1er mars 2020 16h30 | Dinamo Bucarest       | 26 – 24   | Sporting CP        | Dinamo Polyvalent Hall, Bucarest Affluence : 2 500 Arbitrage : Geipel, Helbig |
| 1er mars 2020 16h30 | Alexandru Asoltanei 7 | (15 – 12) | Valentin Ghionea 5 | Dinamo Polyvalent Hall, Bucarest Affluence : 2 500 Arbitrage : Geipel, Helbig |
| 1er mars 2020 16h30 | ×2 ×1                 | Rapport   | ×2 ×1              | Dinamo Polyvalent Hall, Bucarest Affluence : 2 500 Arbitrage : Geipel, Helbig |

Le Dinamo Bucarest est qualifié avec un score cumulé de 52 à 49.
| 22 février 2020 15h00 | Wisła Płock     | 32 – 25   | Bidasoa Irun | Orlen Arena, Płock Affluence : 3 500 Arbitrage : Bonaventura, Bonaventura |
| 22 février 2020 15h00 | Michał Daszek 9 | (17 – 11) | Jon Azkue 7  | Orlen Arena, Płock Affluence : 3 500 Arbitrage : Bonaventura, Bonaventura |
| 22 février 2020 15h00 | ×1 ×6 ×1        | Rapport   | ×2           | Orlen Arena, Płock Affluence : 3 500 Arbitrage : Bonaventura, Bonaventura |

| 29 février 2020 16h00 | Bidasoa Irun       | 24 – 19   | Wisła Płock    | Pabellón Polidapportivo Artaleku, Irun Affluence : 1 911 Arbitrage : Gjeding, Hansen |
| 29 février 2020 16h00 | Léo Renaud-David 6 | (10 – 12) | Zoltán Szita 7 | Pabellón Polidapportivo Artaleku, Irun Affluence : 1 911 Arbitrage : Gjeding, Hansen |
| 29 février 2020 16h00 | ×1 ×6              | Rapport   | ×10            | Pabellón Polidapportivo Artaleku, Irun Affluence : 1 911 Arbitrage : Gjeding, Hansen |

Le Wisła Płock est qualifié avec un score cumulé de 51 à 49.